# Pie XII
Pour les articles homonymes, voir Pie XII.
« Pacelli » redirige ici.  Pour les autres significations, voir Pacelli (homonymie).
 (octobre 2024).
Motif : La partie de cet article qui concerne le pontificat de Pie XII avant, pendant et après la Seconde Guerre mondiale, ainsi que les controverses qu'elle soulève, est à la fois non neutre et incomplète. Ce contenu est trop souvent sourcé par des refs médiocres et/ou apologétiques. Manquent les sources récentes et de qualité (e.g. Hubert Wolf et David Kertzer) sur les nouveaux éléments apparus après l'ouverture des archives du Vatican en 2020.
Eugenio Pacelli (/euˈdʒɛnjo paˈtʃɛlːi/), né le 2 mars 1876 à Rome (Italie) et mort le 9 octobre 1958 à Castel Gandolfo (Italie), est un prélat italien, élu pape le 2 mars 1939 sous le nom de Pie XII (en latin : Pius XII, en italien : Pio XII). En qualité d'évêque de Rome et chef d'État du Vatican, il est le 260e pape de l'Église catholique jusqu'à sa mort.
Né dans une famille de la noblesse pontificale, il progresse dans la curie, en tant que juriste dans la diplomatie vaticane. Nonce apostolique pendant la Première Guerre mondiale en Bavière puis en Allemagne, où il assiste à une révolte communiste et à la naissance du parti nazi, négociateur de plusieurs concordats, il est créé cardinal en 1929 puis nommé en février 1930 cardinal secrétaire d'État du pape Pie XI. Il travaille avec ce dernier au quotidien, en particulier sur les relations avec l'Allemagne où Adolf Hitler arrive au pouvoir en 1933, avec l’appui du catholique Franz von Papen, avec lequel il négocie un concordat.
Il travaille ensuite pour Pie XI à la lettre de condamnation du nazisme : Mit brennender Sorge. Ses capacités de diplomate et la confiance de Pie XI, qui meurt en 1939, en font le favori du conclave, qui l'élit au troisième tour, fait rare, peu avant le début de la guerre.
Tentant de maintenir la paix (au moins pour l'Italie), exposant sa vision du rôle du pape dans l'encyclique Summi Pontificatus, il maintient le Vatican dans une neutralité, qui condamne les excès de la guerre (en Pologne surtout) sans nommer explicitement le nazisme, de peur d'aggraver la répression. Sous la surveillance de Mussolini d'abord, puis sous celle des Allemands, il maintient des liens diplomatiques avec tous les régimes, y compris ceux qui collaborent à l'antisémitisme et à la déportation des Juifs, tout en se refusant à condamner l'alliance des Alliés et de l'URSS.
Mis au courant de l'existence des camps d'extermination, le pape condamne les actes, sans en préciser explicitement les victimes, ni les coupables (Noël 1942). Lors de l'occupation de Rome par les nazis, Pie XII agit pour éviter les bombardements de la ville, et pour protéger les Juifs menacés, ce qui n'empêche pas complètement leur déportation, mais lui vaut la reconnaissance de plusieurs personnalités et dignitaires juifs après la guerre.
Après la guerre, il s'oppose aux régimes communistes qui poursuivent la répression des catholiques et accompagne la décolonisation, par la mise en place de clergés locaux. Durant son long pontificat, Pie XII exerce un magistère d'autorité, utilisant l'infaillibilité pour affirmer le dogme de l'Assomption, publiant quarante-deux encycliques et effectuant trente-trois béatifications et trente-quatre canonisations. Il affirme une vision hiérarchique de l'Église comme un corps mystique du Christ, insistant sur l'apostolat des laïcs et sur le rôle de la famille chrétienne dans l'éducation. Il encadre les innovations liturgiques et la recherche sur les écritures saintes, met fin à l'expérience des prêtres ouvriers, prend position sur les questions scientifiques, la contraception ou sur les évolutions politiques, utilisant les médias modernes (radio, télévision), et les grands rassemblements.
Après sa mort, en particulier à partir de 1963, à la suite de la parution de la pièce de théâtre Le Vicaire, il est l'objet d'une polémique (qui reprend au moment de l'enquête sur sa béatification) entre ceux qui louent son action charitable et déterminée contre Hitler et ceux qui lui reprochent ses « silences » (en particulier sur la Shoah, le génocide des Juifs d'Europe par le régime nazi et ses collaborateurs) et ses ambiguïtés face aux régimes d’extrême droite.

## L'ascension du diplomate juriste

### Un modèle de carrière dans la curie

#### Un représentant de la jeunesse pontificale

Eugenio Pacelli enfant.

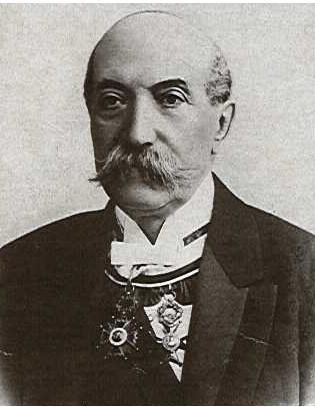
Le père d'E. Pacelli, avocat à la rote.

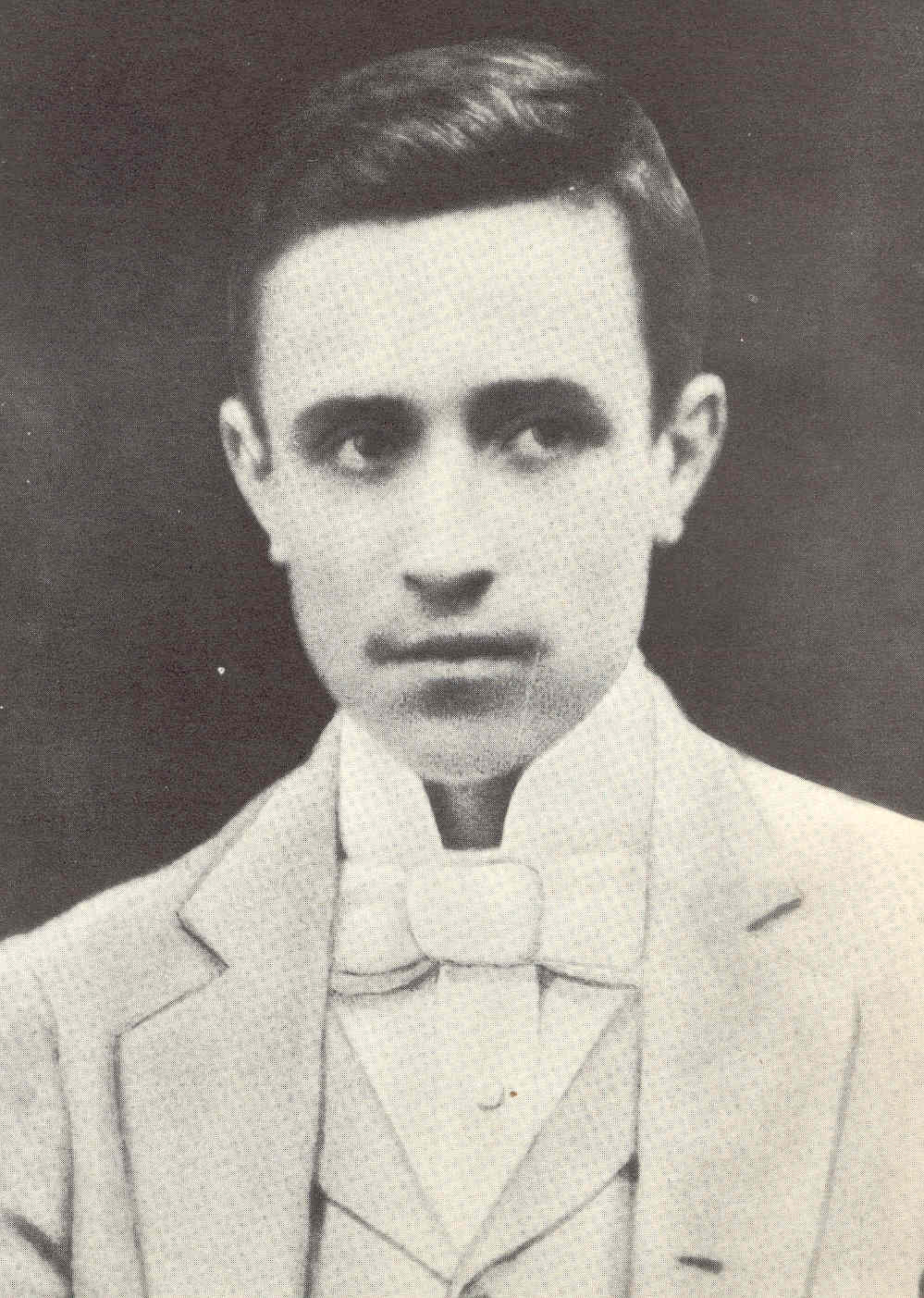
E. Pacelli en 1896.

Eugenio Pacelli naît à Rome en 1876, dans une famille de la noblesse noire du Saint-Siège fidèle à la papauté pendant la question romaine (refus de l'annexion de Rome par l'Italie entre 1870 et les accords du Latran de 1929) :
- son grand-père, Marcantonio Pacelli (1804-1902), avait été ministre des Finances de Grégoire XVI puis avait accompagné Pie IX en exil à Gaète pour fuir les révolutionnaires en 1849. Au retour du pape à Rome, il était devenu secrétaire à l'Intérieur, pendant la phase autoritaire du pontificat à partir de 1851 jusqu'à la fin des États Pontificaux en 1870. C'était l'un des fondateurs du journal officiel du Vatican, L'Osservatore Romano.
- son père, Filippo Pacelli (1837-1916), avocat à la Rote romaine puis avocat consistorial s'était également montré défavorable à l'intégration des États pontificaux au royaume d'Italie après 1870.
- un de ses oncles (Giuseppe Pacelli) a porté le titre de Monsignore (il le baptise à San Celso e Giuliano); un de ses cousins, (Ernesto Pacelli), a été conseiller financier de Léon XIII et son frère (Francesco, docteur en droit canonique et juriste du Saint-Siège) est, en 1929, l'un des négociateurs des accords du Latran.

Sa mère, Virginia Graziosi (1844-1920) vient d'une famille distinguée pour ses services rendus au Saint-Siège.
Avec son frère Francesco et leurs deux sœurs, Giuseppina et Elisabetta, Eugenio grandit à Rome, va à l'école chez les religieuses puis à partir de 7 ans, au Liceo Ennio Quirino Visconti, établissement public marqué par un certain anticléricalisme populaire. Il est le meilleur de ses classes.
Eugenio Pacelli annonce dès 12 ans son intention d'être prêtre et non homme de loi, ce qui n'étonne pas sa famille: il était fasciné par la personnalité de saint Philippe Néri (originaire de Rome) dont le corps était sous l'autel de l'église de la paroisse où il servait comme enfant de chœur.
Étudiant discipliné, sportif (natation, cheval, canot), musicien (violon), s'intéressant à l'archéologie, il commence en 1894 sa théologie à l'université pontificale grégorienne des Jésuites de Rome tout en résidant au Collegio Capranica. De 1895 à 1896, il effectue son année de philosophie à l'université romaine de La Sapienza. Il visite Paris en 1896 rejoint l'institut Apollinare de l'université pontificale du Latran en 1899, y obtient trois licences, l'une de théologie et les autres in utroque jure (« dans les deux droits », c'est-à-dire droit civil et droit canonique) avec, parmi ses professeurs, l'Allemand Karl Julius Beloch. Au séminaire, pour des raisons de santé, il échappe au lot commun et obtient de rentrer chaque soir au domicile parental.
Il est ordonné prêtre à Pâques le 2 avril 1899 par Francesco di Paola Cassetta, un ami de la famille.

#### La carrière dans la curie d'un juriste diplomate

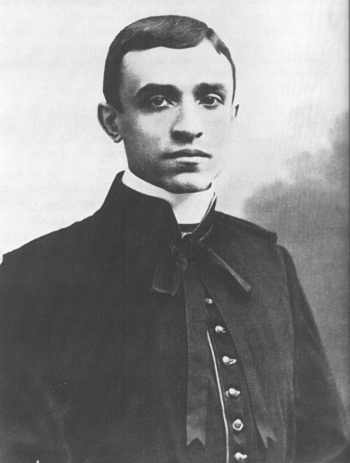
Le père Pacelli le jour de son ordination (1899).

L'abbé Pacelli est invité à travailler dans les bureaux du Vatican par Pietro Gasparri, qui est un proche de Mariano Rampolla, le secrétaire d'État du pape Léon XIII. En 1901, fait docteur en théologie, repéré pour ses dons en langues et en droit, il entre à la Congrégation des affaires ecclésiastiques extraordinaires, chargée des relations internationales du Vatican, par la recommandation d'un des frères cardinaux Vannutelli, ami de la famille. Il y devient minutante pour le compte du secrétariat d'État, où il rencontre Rafael Merry del Val. Il est choisi par Léon XIII pour porter les condoléances du Saint-Siège après la mort de la reine Victoria.

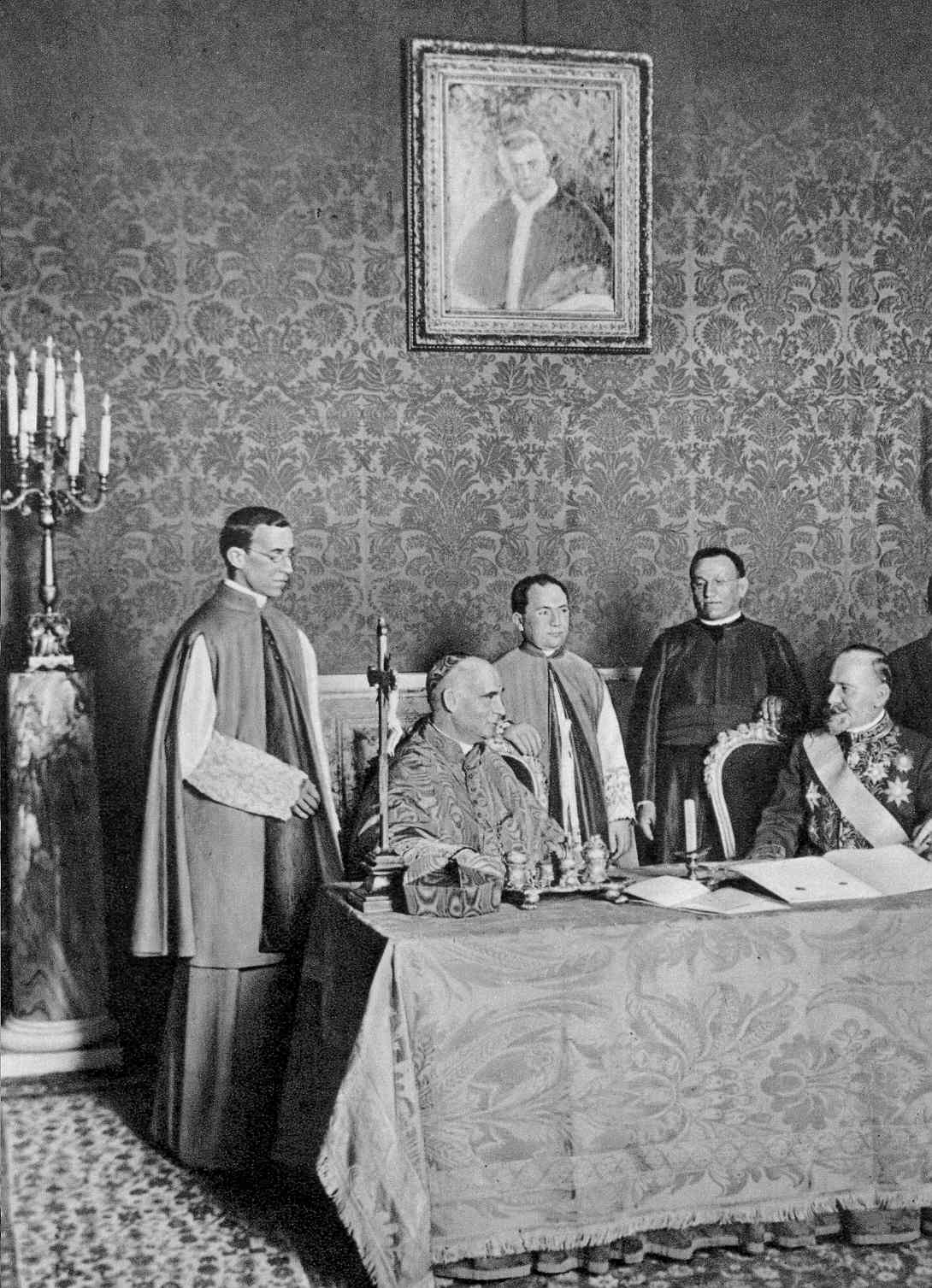
Eugenio Pacelli debout au côté de Rafael Merry del Val sous le portrait de Pie X. Concordat avec la Serbie en 1914.

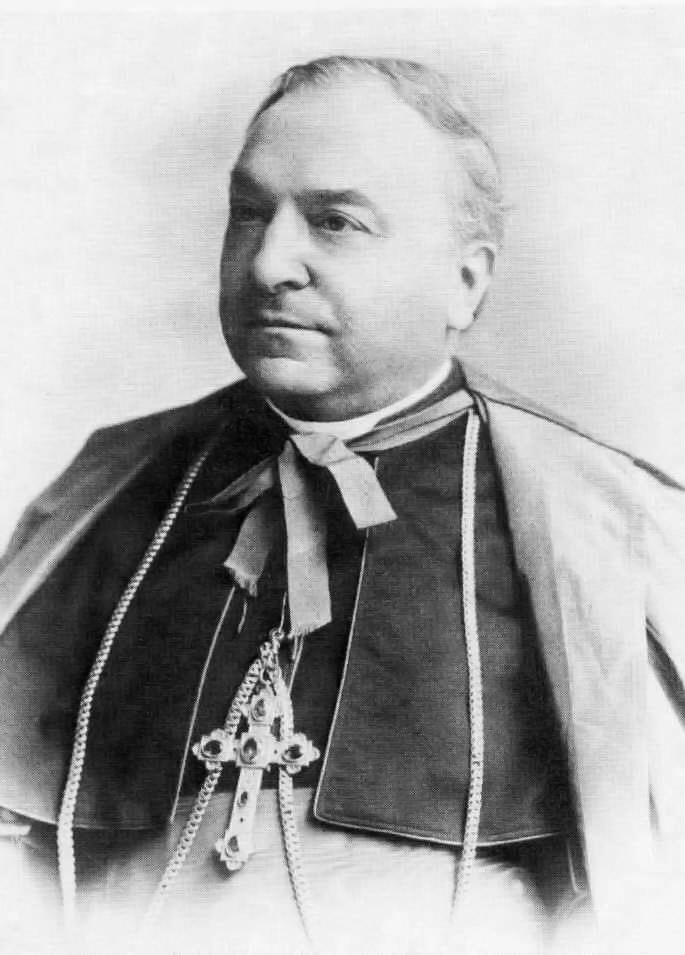
Le cardinal Gasparri, dont Pacelli est le collaborateur.

L'abbé Pacelli assiste, en tant que minutante, au conclave d'août 1903, qui voit l'empereur d'Autriche François-Joseph Ier porter la dernière exclusive contre le cardinal Rampolla et aboutit à l'élection de Pie X. Après cette élection, la curie est dominée par les antimodernistes et tout particulièrement le nouveau secrétaire d'État, le cardinal Merry del Val. Pacelli, tout en restant le protégé du cardinal Gasparri, est identifié comme un proche de Pie X, qui le nomme camérier secret et aurait appartenu à l'organisation antimoderniste la Sapinière « quoique sa position ne soit pas intransigeante. Il était vu comme un serviteur du Saint-Siège essentiellement étranger aux conflits qui secouaient les milieux du Vatican ».
Après avoir été intégré, le 3 octobre 1903, dans la Commission pour la codification du droit canonique (dont il est nommé secrétaire en 1904, par le cardinal Gasparri) il est promu prélat domestique en 1905, et poursuit sa carrière de spécialiste comme juriste, représentant du Saint-Siège et enseignant : il publie une étude sur La Personnalité et la territorialité des lois, spécialement dans le droit canon, puis un livret blanc sur la séparation des Églises et de l'État en France où il s'est rendu l'année précédente. Il est un des principaux préparateurs des textes qui mettent fin au droit d'exclusive qui avait marqué le conclave précédent. Nommé représentant du Vatican au congrès international eucharistique de Londres (1908), il rencontre Winston Churchill et représente le Saint-Siège au couronnement du roi George V en 1911.
Pacelli, après avoir décliné de nombreuses offres de chaires de droit canonique, aussi bien à l'Apollinaire qu'à l'université catholique de Washington (à la demande du pape), enseigne cependant à l'Académie des nobles ecclésiastiques, vivier de la curie romaine, puis devient professeur de droit canon de l'université pontificale du Latran et de l'université catholique d'Amérique en 1908. De 1909 à 1914 il est professeur de l'Institut Sant’Apollinare. Il est également chapelain des sœurs de l'Assomption.
Sa carrière est une suite de promotions : le 7 mars 1911, il devient sous-secrétaire aux Affaires ecclésiastiques extraordinaires du cardinal Gasparri, puis en 1912, consultant pour le Saint-Office, secrétaire adjoint, et secrétaire le 1er février 1914 (il y succède à Gasparri qui vient d'être promu Cardinal secrétaire d'État). Dès lors, il devient un des diplomates en vue du Saint-Siège. Il conclut un concordat avec la Serbie quelques jours avant l'assassinat de l'archiduc François-Ferdinand d'Autriche, qui stipule que les évêques de Serbie seront nommés par le pape, et non plus par l'Empereur. Selon John Cornwell, ce traité aggrava les tensions entre l'Autriche et le royaume des Balkans et « fut sans doute pour quelque chose dans l'ultimatum que l'Empire austro-hongrois lança à la Serbie ». Après le décès du pape, son successeur Benoît XV conserve Gasparri et Pacelli à leurs postes. Pacelli y promeut la politique pacifiste du pape pendant la Première Guerre mondiale (il est chargé du suivi et des échanges des prisonniers de guerre). Il tente en particulier de dissuader l'Italie d'entrer en guerre contre les puissances centrales (Autriche-Hongrie et Allemagne) : en 1915, lors d'un voyage à Vienne, en collaboration avec le nonce apostolique (en) Scapinelli, il cherche à amener l'empereur François-Joseph à plus de patience à l'égard de l'Italie. Lorsqu'il sert à Rome, considéré comme le bras droit de Gasparri, il participe à la rédaction des projets de documents pontificaux, souvent majeurs, à l'instar des encycliques comme celle, interrompue du fait de la Première Guerre mondiale, prévue en février 1916 ; il participa au passage sur la condamnation de l'antisémitisme.

### Un diplomate du Saint-Siège

#### Le nonce apostolique en terre allemande

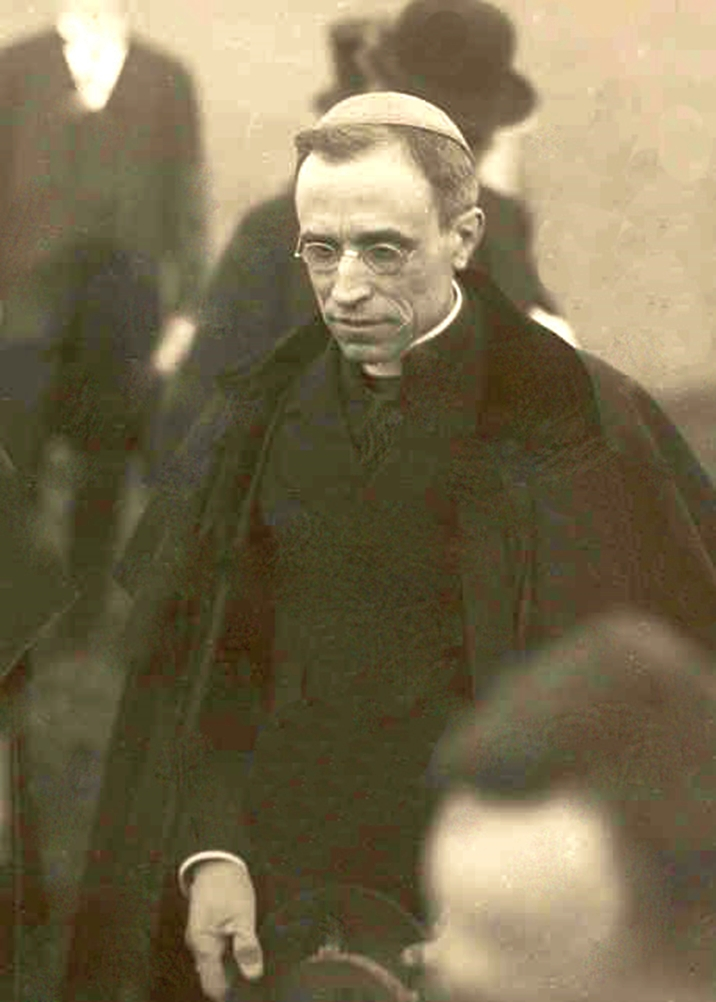
Eugenio Pacelli en Bavière (1922).

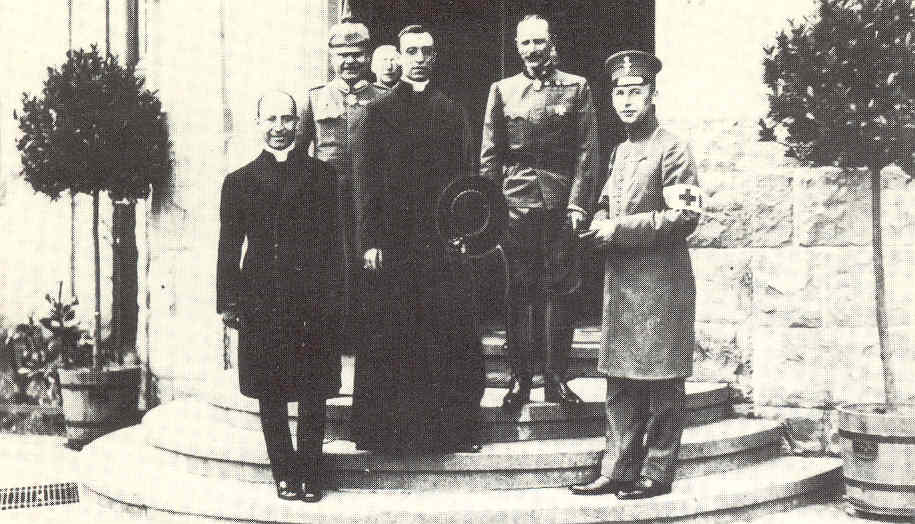
Eugenio Pacelli devant le grand quartier général allemand après avoir remis un message de paix à l'empereur Guillaume II (1917).

Le 20 avril 1917, Benoît XV nomme Pacelli nonce apostolique en Bavière : Munich est alors l'unique représentation pontificale dans l'Empire allemand. Trois jours plus tard, il le nomme archevêque in partibus de Sardes (de) et le sacre dans la chapelle Sixtine, le 13 mai 1917 (jour des apparitions de Fátima). Il est reçu par le roi Louis III de Bavière le 29 mai 1917.
Auprès du Kaiser Guillaume II, Pacelli tente en vain de promouvoir la note de Benoît XV du 1er août 1917, demandant la paix : le chancelier Bethmann-Hollweg, intéressé, doit démissionner.
Pacelli s'efforce de connaître l'Église allemande, visite les diocèses et assiste aux principales manifestations catholiques, comme le Katholikentag. Il rencontre son conseiller Robert Leiber, qui sera son Éminence grise au Vatican, pendant tout son pontificat et prend à son service, lors de ses vacances d'été, à Rorschach au lac de Constance, l'Allemande sœur Pasqualina, âgée de 23 ans, qui reste sa gouvernante jusqu'à la fin de sa vie.
Après l'effondrement de l'Allemagne, une insurrection éclate en Bavière, en 1919, et des révolutionnaires menacent le nonce apostolique de leurs armes pour prendre sa voiture. La république des conseils de Bavière nationalise l'immeuble de la nonciature, qui est rendu après la protestation officielle du diplomate ; le nonce écrit au Vatican que ce régime — qui dura un mois — est une « très dure tyrannie judéo-russo-révolutionnaire ».
En 1919, le Saint-Siège reconnaît la nonciature en Bavière compétente pour l'ensemble du territoire allemand ; le 23 juin 1920 est établie une nonciature en Allemagne qu'Eugenio Pacelli reçoit, en même temps que la nonciature de Prusse (double poste purement formel puisque le personnel et l'adresse sont les mêmes). Eugenio Pacelli demeure toutefois en Bavière jusqu'à la conclusion d'un concordat (1924) où il s'inquiète de la montée de la droite nationaliste : une campagne, en mars 1923, assimile les jésuites, les Juifs et les protestants à des ennemis de l'Allemagne. Il déconseille à cause de ce risque d'amalgame les rapprochements œcuméniques. Il vit à Munich le putsch manqué Hitler-Ludendorff du 8 et 9 novembre 1923. Il alerte au Vatican le nouveau pape Pie XI (élu en 1922) contre le caractère anticatholique de ce coup d'État et, en mai 1924, il estime que le nazisme est « peut-être la pire hérésie de notre époque ».

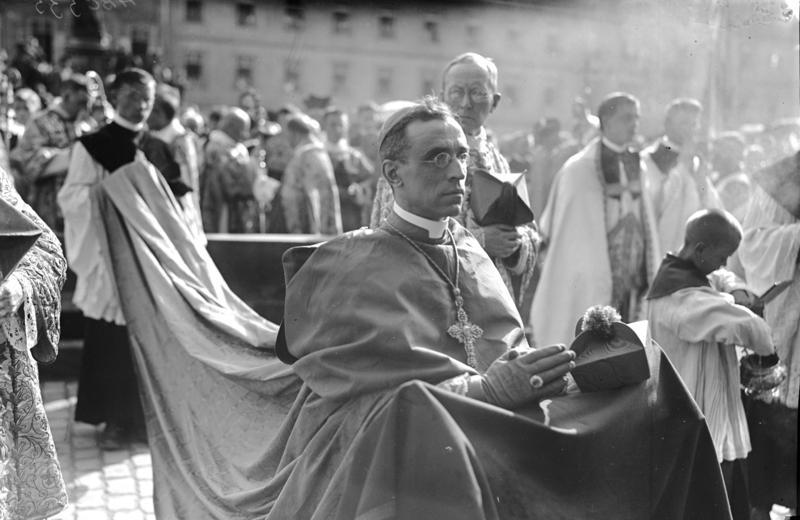
Le nonce apostolique Eugenio Pacelli en juillet 1924 au de la cité de Bamberg.

Il n'emménage à Berlin (au palais neuf de la nonciature) que le 18 août 1925 et conduit, de 1925 à 1929, les négociations d'un concordat avec la Prusse. L'échec d'un concordat global avec l'Allemagne provient d'une méfiance réciproque avec le gouvernement. Hostile aux communistes, proche du père Kaas, membre du Zentrum, il déconseille une alliance politique du parti catholique avec la coalition socio-démocrate/libérale de la république de Weimar. Il appuie toutefois les efforts diplomatiques de l'Allemagne (demande de modération des réparations de guerre, refus de la sécession du clergé de la Sarre souhaitée par la France, aide à la nomination d'un administrateur pontifical pour Danzig et réintégration de prêtres de Pologne).
En août 1929, au nonce autrichien, il décrit Adolf Hitler, comme un « redoutable agitateur politique », ajoutant : « ou bien je me trompe vraiment beaucoup, ou bien tout cela ne se terminera pas bien. Cet être-là est entièrement possédé de lui-même : tout ce qu'il dit et écrit porte l'empreinte de son égoïsme ; c'est un homme à enjamber des cadavres et à fouler aux pieds tout ce qui est en travers de son chemin — je n'arrive pas à comprendre que tant de gens en Allemagne, même parmi les meilleurs, ne voient pas cela, ou du moins ne tirent aucune leçon de ce qu'il écrit et dit. — Qui, parmi tous ces gens, a seulement lu ce livre à faire dresser les cheveux sur la tête qu'est Mein Kampf ? ».
Son rôle diplomatique déborde le territoire allemand : en l'absence de nonciature auprès du régime de Lénine, Pacelli prend connaissance des discussions entre le Vatican et l'URSS. En 1926, il consacre évêque le jésuite Michel d'Herbigny, chargé de constituer un clergé en Union soviétique. Il relaie des propositions soviétiques pour l'organisation du catholicisme, jusqu'à leur échec en 1927 (arrêt par Pie XI). Afin de régulariser les relations entre le Saint-Siège et les autres États et d'y défendre les activités catholiques, il négocie plusieurs concordats avec la Lettonie en 1922, avec la Bavière en 1924, avec la Pologne en 1925, avec la Roumanie en 1927 enfin avec la Prusse en 1929.

#### Le secrétaire d’État dePieXI
Si son élévation à la dignité de cardinal par Pie XI avec le titre de cardinal-prêtre de Saint-Jean-Saint-Paul (1929) ne surprend pas, sa nomination dès février 1930 comme successeur du cardinal Gasparri au poste de cardinal secrétaire d'État crée la « stupeur » dans la curie. Elle y apparaît comme la promotion d'un homme nouveau au service exclusif du pape et « une figure au-dessus des partis ». Le cardinal Pacelli devient le principal collaborateur de Pie XI qu'il voit au moins deux fois par semaine.

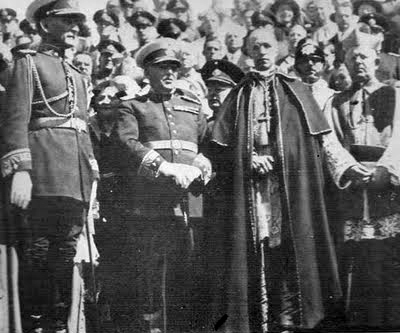
Le cardinal Pacelli en Argentine, en 1934.

Tout en poursuivant son ascension dans la curie (archiprêtre de la basilique vaticane (1930), grand chancelier de l'Institut pontifical d'archéologie chrétienne (1932) et surtout camerlingue de la Sainte Église romaine en 1935), il conduit la diplomatie, la négociation et la signature de plusieurs concordats, régissant les relations entre l'État signataire et l'Église catholique et permettant à cette dernière de faire fonctionner de nombreux groupes et associations (Bade 1932, Autriche en 1933, Yougoslavie en 1935 et Portugal en 1940). Il est associé à la protestation contre l'attitude du gouvernement mexicain (1932), voyage en Argentine (1934), en France (Lourdes en 1935, Paris et Lisieux en 1937), aux États-Unis à titre privé en 1936, (il y rencontre Franklin Delano Roosevelt, Francis Spellman et la famille de Joseph Kennedy). Sur demande de Roosevelt, en novembre 1936, il met fin aux émissions de radio du Père Coughlin, très opposées au New Deal et marquées d'antisémitisme ; une amitié nait à ce moment entre les deux hommes. Il se rend ensuite en Hongrie (où il rencontre le régent Miklós Horthy en 1938).
L'ancien nonce en Allemagne continue à négocier en vain avec la république de Weimar un projet global de concordat. Politiquement, il soutient avant 1933 l'idée d'une coalition entre les catholiques du Zentrum et le DNVP. Cependant l'ancien chancelier Franz von Papen choisit l'alliance avec le NSDAP de Hitler, ce qui entraîne des signes de détente entre le dirigeant nazi parvenu au pouvoir en janvier 1933 et les catholiques: un discours rassurant de Hitler le 23 mars 1933, le retrait du décret des évêques qui avait explicité l'incompatibilité du catholicisme et du national-socialisme (28 mars suivant), l'ordonnance confirmant l'existence du parti catholique Zentrum (23 avril) alors que les autres partis sont interdits, enfin son auto-dissolution le 5 juillet 1933 permettant l'instauration du parti unique.
Pie XI et Eugenio Pacelli profitent de cette phase pour signer le concordat en préparation depuis plusieurs années et qui donne une garantie d'État au catholicisme allemand. Du point de vue de Hitler, la signature permet à la fois d'éviter une activité politique éventuelle du clergé, des organismes et des ordres catholiques, et de rassurer l'étranger (en particulier l'Autriche, l'Espagne et l'Italie catholiques) tout en augmentant son prestige international. Le 20 juillet 1933, le cardinal Pacelli signe avec Franz von Papen, représentant le nouveau chancelier du Reich Adolf Hitler, un concordat avec l'Allemagne.

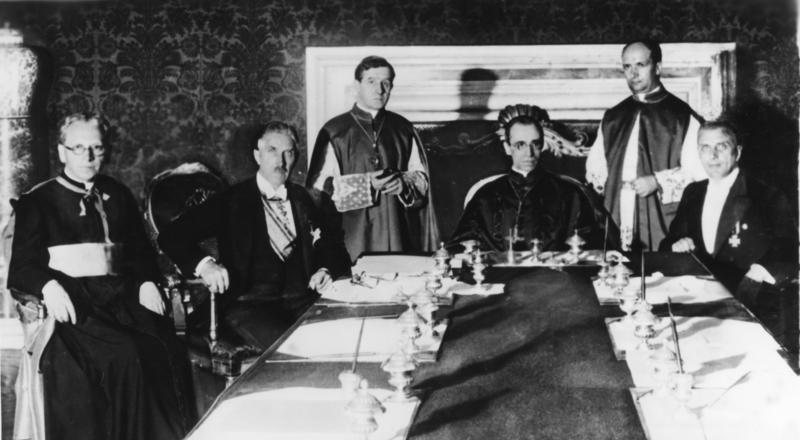
Signature du concordat à Rome. Eugenio Pacelli entouré de Ludwig Kaas, prélat et député allemand, chef du parti catholique (Zentrum), Franz von Papen, vice-chancelier allemand, assis, et, à sa gauche, debout, Alfredo Ottaviani.

L'Allemagne nazie ne respectant pas le concordat, le cardinal Pacelli envoie 55 notes de protestations au gouvernement allemand entre 1933 et 1939.
En mars 1937, il rédige à la demande du pape, avec le cardinal-archevêque de Munich, Michael von Faulhaber, le texte de l'encyclique Mit brennender Sorge qui renouvelle ces protestations et condamne la divinisation de la race et le paganisme. C'est une des deux seules encycliques écrites en langue non latine. Publiée et importée clandestinement en Allemagne, elle est lue en chaire par tous les prêtres catholiques allemands le dimanche des Rameaux de 1937. Une vague de répression contre les prêtres allemands s'ensuivra.
En 1938, après l'approbation de l’Anschluss par l'épiscopat autrichien, Pie XI fait intervenir Pacelli auprès du cardinal-archevêque de Vienne Theodor Innitzer, pour qu'il revienne sur cette position par une déclaration. Le 6 mai, celui-ci s'exécute, écrivant dans l'Osservatore Romano, au nom de tous les évêques d’Autriche :
« La déclaration solennelle des évêques autrichiens […] n’avait pas pour but d’être une approbation de quelque chose qui est incompatible avec la loi de Dieu et que les gestes de sympathie de l'épiscopat autrichien à l'égard du régime hitlérien n'avaient pas été concertés avec Rome ».
En mai 1938, lors de la visite de Hitler à Rome, Pacelli s'absente ostensiblement du Vatican avec le pape Pie XI. Celui-ci multiplie les prises de positions contre l'alliance entre l'Italie mussolinienne et le nazisme. Il s'oppose à la législation antisémite italienne en déclarant le 6 septembre 1938 à des pèlerins « nous tous… sommes spirituellement des Sémites », demande aux universités catholiques d'organiser un enseignement contre l'antisémitisme et le racisme, et souhaite prononcer, pour l'anniversaire des accords du Latran un discours contre, notamment, le contrôle de l'information par les fascistes. Mais il meurt dans la nuit. Le cardinal Pacelli, camerlingue, conformément à l'usage ecclésial, assure les cérémonies et détruit le texte imprimé du discours.

## Pape de l’Église catholique

### Le conclave de 1939: l'élection attendue d'un pape diplomate

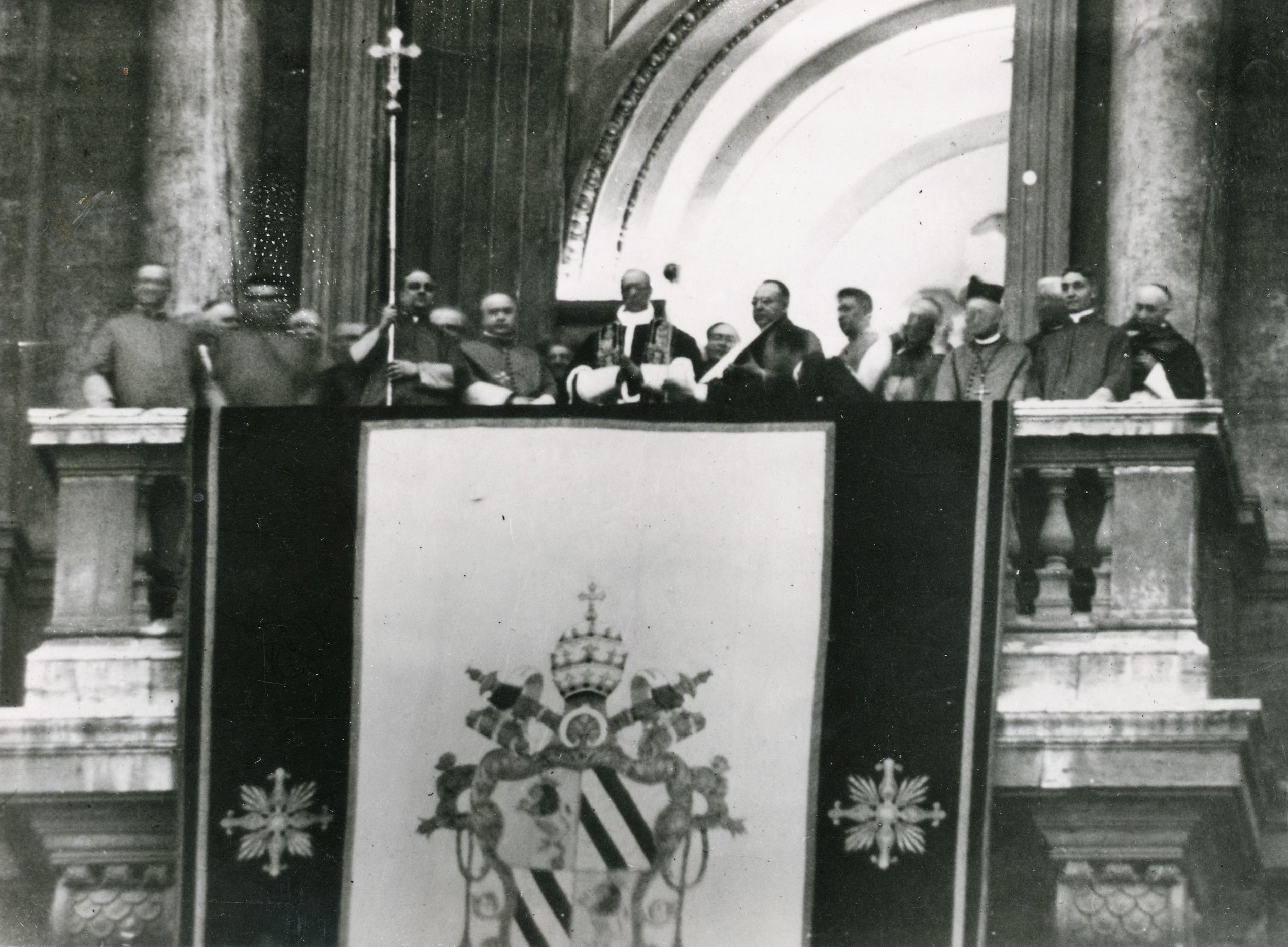
Première apparition de Pie XII au balcon après l'annonce de son élection le 2 mars 1939. La bannière comporte les armes de Pie IX.

Le pape Pie XI avait laissé entendre qu'il aurait aimé avoir pour successeur le cardinal Pacelli dès 1937[réf. souhaitée].
À la mort de ce pape, des échanges entre les gouvernements français et britannique montrent leur préférence pour le secrétaire d'État Pacelli ; l'ambassadeur de France François Charles-Roux intervient activement pour soutenir son élection. L'ensemble des cardinaux français semble lui apporter son soutien en dehors du Lorrain membre de la curie Eugène Tisserant (lui-même papabile), qui aurait préféré Luigi Maglione qu'il considérait plus ferme vis-à-vis de l'Allemagne. À l'intérieur de la curie, on souhaite généralement un pape moins rugueux dans son expression que ne l'était Pie XI, ce qui permettrait à la diplomatie allemande qui venait de réaliser l'Anschluss de l'Autriche catholique de se satisfaire aussi du choix de l'ancien nonce, moins agressif. Ciano et le régime mussolinien, cependant, semblent s'opposer à un Pacelli « trop ami de la France » et trop politique.
Soixante-deux cardinaux se réunissent au Vatican. L'élection du cardinal camerlingue Eugenio Pacelli ne fait guère de doute. Mais comme on pense que les chances d'un non-Italien sont meilleures qu'elles ne l'ont jamais été, que les favoris ne sont pas toujours élus (quatre fois depuis 1823 sur 7) et qu'aucun secrétaire d'État n'a été élu depuis 1667 (ni d'ailleurs de Romain depuis 1670), il y a d'autres papabili : le primat de Pologne August Hlond, l'archevêque de Cologne Karl Joseph Schulte, un Français, le camérier Eugène Tisserant, l'archevêque de Milan Ildefonso Schuster, le patriarche de Venise Adeodato Giovanni Piazza, l'évêque de Turin Maurilio Fossati et surtout l'évêque de Florence Elia Dalla Costa, favori des Italiens…
Le choix est rapide (le conclave est le plus bref de l'histoire). Le cardinal Pacelli est élu pape le 2 mars 1939, jour de son 63e anniversaire. Il aurait reçu 35 votes dès le premier tour et 40 au second, les autres suffrages se portant sur Luigi Maglione, Elia Dalla Costa de Florence, et Jean-Marie-Rodrigue Villeneuve du Québec ; au troisième tour, il aurait reçu une élection par acclamation (61 suffrages), peut-être après avoir reçu exactement les deux tiers des voix nécessaires, et demandé un scrutin supplémentaire pour confirmation (Benoît XV avait dû prouver dans les mêmes conditions qu'il n'avait pas contrevenu à l'interdiction de voter pour lui-même. Pie XII abolit cette procédure en 1945 en portant la majorité à deux tiers plus une voix). À 17 h 30, la fumée blanche apparaît, mais elle semble un temps noircir, ce qui conduit le secrétaire du conclave Vittorio Santoro à confirmer l'élection à Radio Vatican.
Dans la continuité du pontificat précédent et comme l'annonce dans l’habemus papam Camillo Caccia Dominioni devant la foule qui entonne l'hymne Christus Vincit, le nouveau pape choisit le nom de règne de Pie XII (Pius XII) parce que « toute ma vie a été placée sous des papes portant ce nom, et que c'est en particulier, un signe de gratitude en direction de Pie XI ».
En rentrant dans ses appartements du palais apostolique et passant devant sa gouvernante, sœur Pasqualina, et les sœurs qui assuraient son service, il leur dit, montrant sa soutane blanche : « Regardez ce qu'ils ont fait de moi ! »

### Le pape pendant la Seconde Guerre mondiale (1939-1945)

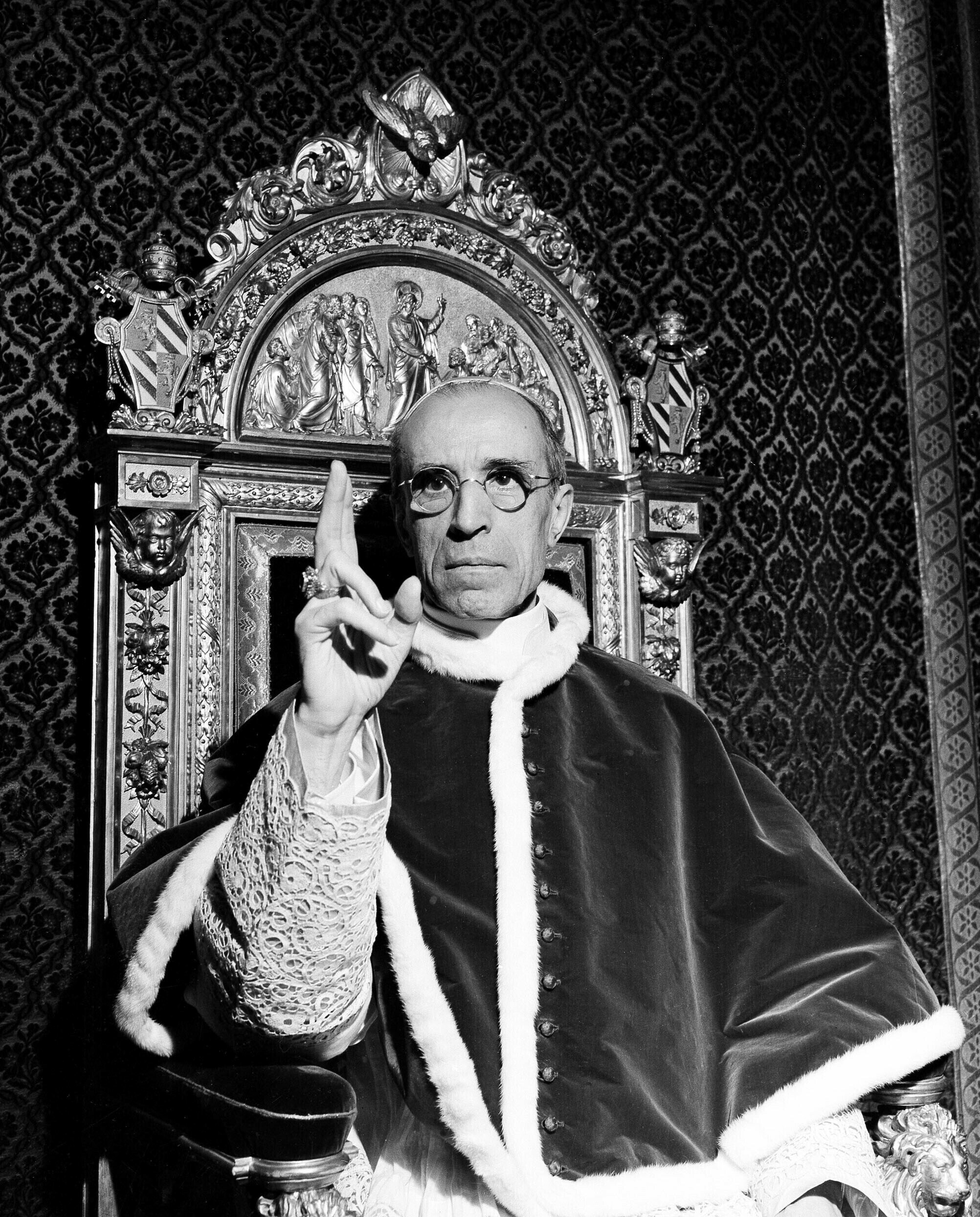
Pie XII en 1945

L'arrivée de Pie XII, diplomate, signifie un changement de style : moins direct dans ses condamnations, il cherche à empêcher la guerre, puis à poser le Saint-Siège en éventuel médiateur et, en tout cas, veut rester neutre. Bien que les archives vaticanes ne soient publiées qu'en partie jusqu'à l'ouverture totale de 2020 (les onze volumes des Actes et documents du Saint-Siège relatifs à la Seconde Guerre mondiale), on peut retracer les prises de position publiques de Pie XII de 1939 à 1945 en tenant compte de trois éléments : la situation du Vatican, la position doctrinale du pape et l'estimation des menaces sur les catholiques dans les zones sous domination nazie, en particulier dans le cas polonais. Ces prises de position ont donné lieu pendant et après la guerre à un débat polémique et historiographique sur « les silences du pape » en particulier sur l'extermination des juifs dans les "camps de la mort", les ghettos et les territoires de l'est (ce que l'on a appelé plus tard la "shoah par balles").

#### Une diplomatie pontificale de la neutralité
Dès son élection, Pie XII dirige sa diplomatie pour éviter la guerre sans paraître prendre parti : il nomme le 10 mars le cardinal Luigi Maglione, ancien nonce à Paris réputé francophile, pour le remplacer comme secrétaire d'État,, envisage une conférence internationale, qui trouve le soutien de l'ambassadeur britannique Francis D'Arcy Osborne, conseille la modération à la Pologne devant les revendications allemandes sur Danzig, reçoit Sumner Welles (en) (émissaire de Roosevelt) et conforte ses liens avec Joe Kennedy rencontré aux États-Unis. Le 31 mars 1939, il salue la victoire de Franco obtenue avec l’aide de l’Allemagne et de l’Italie dans la guerre civile durant laquelle des religieux avaient été victimes du camp adverse : « Élevant notre âme vers Dieu, Nous Nous réjouissons avec Votre Excellence de la victoire tant désirée de l’Espagne catholique ». Il reçoit l'ambassadeur allemand Von Ribbentrop le 11 mars. L'entrevue avait été préparée par le prince de Hesse et le vicomte Raffaele Travaglini, ambassadeur de l'ordre des chevaliers de Malte qui rencontrait régulièrement Göring (le but des discussions semble être la révision du Concordat de 1933 pour y inclure les terres annexées : Autriche, Bohême, Moravie…). Il déclare au roi d'Italie le 24 août : « rien n'est perdu avec la paix, tout est perdu avec la guerre » et, après la déclaration de guerre, tente d'influencer le roi et Ciano, qu'il estime moins bellicistes que le Duce, pour que l'Italie reste hors du conflit. Après les lois antisémites de Mussolini, le pape engage Roberto Almagia, un cartographe juif exclu de l'université de Rome.

##### Une neutralité sous surveillance
La politique de neutralité de Pie XII rappelle celle de Benoît XV : maintenir au Saint-Siège un centre de renseignement et d'ouverture à la négociation. Mais le Vatican est particulièrement prudent, Pie XII ne voulant qu'on puisse après-guerre l'accuser comme son prédécesseur d'avoir été trop en faveur d'un des deux camps. Il est surtout sous la surveillance policière de l'Italie fasciste, puis sous la menace de l'armée nazie après l'occupation de Rome en 1943. Les valises diplomatiques sont fréquemment fouillées ; les lignes téléphoniques sont mises sur écoute ; l’Osservatore Romano est censuré ; les allées et venues des diplomates et journalistes sont étroitement surveillées. Pie XII s'appuie donc surtout sur Radio Vatican pour se faire entendre même si, comme la BBC, celle-ci est brouillée par les Allemands au cours du conflit.
Chargé de l'actif centre de renseignement sur les réfugiés et prisonniers de guerre, Giovanni Battista Montini reçoit de nombreuses informations : le 5 novembre 1939, l'avocat allemand Josef Müller lui indique que des officiers de l'Abwehr projettent de renverser Hitler et de faire la paix avec les Anglais. Pie XII en fait part au diplomate britannique D'Arcy Osborne qui en informe Lord Halifax.

##### La position doctrinale de l'encycliqueSummi Pontificatus
Pie XII donne le cadre théologique et diplomatique de ses prises de position dans sa première encyclique (Summi Pontificatus du 20 octobre 1939). Il y confirme les condamnations de Pie XI contre les différentes formes de racisme (et de nationalisme ou de lutte des classes), dénonçant « l'oubli de cette loi de solidarité humaine et de charité, dictée et imposée aussi bien par la communauté d'origine et par l'égalité de la nature raisonnable chez tous les hommes, à quelque peuple qu'ils appartiennent ». Il s'y dresse, mais sans les nommer, contre le nazisme, le fascisme mais aussi le communisme et le libéralisme sans Dieu comme responsables de la guerre, qui n'apportera pas la solution (« l'esprit de la violence et de la discorde verse sur l'humanité la sanglante coupe de douleurs sans nom »).
L'encyclique cite la Pologne mais ne nomme ni Hitler ni Staline. L’Allemagne nazie réagit ; l'impression et la distribution du texte y sont interdites et réprimées. Aux États-Unis (le 28 octobre 1939, le New York Times reproduit l'intégralité de l'encyclique et titre : « Le pape condamne les dictateurs, les violateurs de traités, le racisme et demande d'urgence le rétablissement de la Pologne ») comme en France, les réactions sont positives : Albert Lebrun, président de la république et Édouard Daladier, Président du Conseil des ministres, la saluent et les forces aériennes françaises en lâchent 88 000 copies sur le Reich. Cet épisode fut surnommé en France de Guerre des Confettis.

#### L'attitude face aux attaques allemandes

##### Prises de positions sur la Pologne

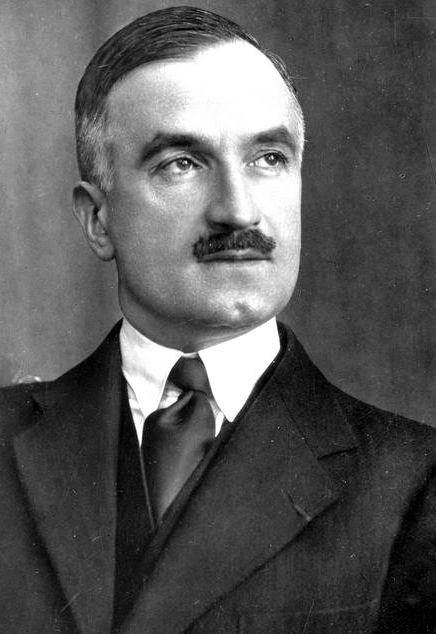
Ambassadeur de Pologne au Vatican,, critique vis-à-vis des propositions de médiation de Pie XII avant la guerre.

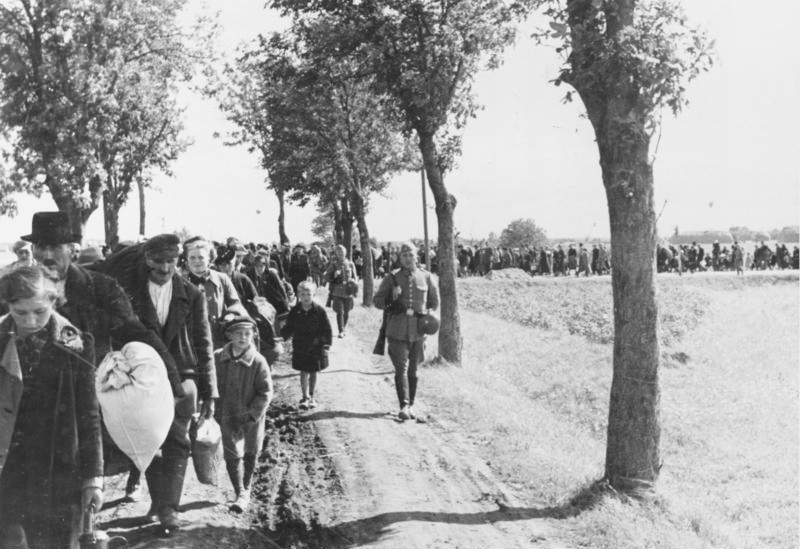
Polonais chassés du Wartheland (1939).

Lors de la chute de Varsovie, le pape confie à l'ambassadeur de France en Pologne : « vous savez de quel côté se trouvent mes sympathies. Mais je ne peux pas le dire ». À partir de septembre 1939, les nazis éradiquent les élites polonaises en particulier religieuses (politiques, enseignants, hommes de lettres… 52 000 morts dont 2 350 prêtres et religieux et des millions de Polonais envoyés dans des camps de concentration, avec 2 600 déportés dans le baraquement des prêtres à Dachau). L'encyclique Summi Pontificatus, dénonce ces persécutions contre les civils : « […] déjà dans des milliers de familles règnent la mort et la désolation, les lamentations et la misère. Le sang d'innombrables êtres humains, même non combattants, élève un poignant cri de douleur, spécialement sur une nation bien-aimée, la Pologne […] »,. Toutefois, le pape ne se joint pas à la condamnation franco-britannique de l'invasion. D'après le ministre des Affaires étrangères du Reich, il pense ainsi protéger les catholiques allemands. Au représentant de Mussolini, il déclare : « Nous devrions dire des paroles de feu contre ce qui se passe en Pologne, et la seule raison qui nous retienne de le faire est de savoir que, si nous parlons, nous rendrions la condition de ces malheureux encore plus dure ». Son message de Noël 1939 réitère sa protestation : « Nous avons dû, hélas ! assister à une série d’actes inconciliables aussi bien avec les prescriptions du droit international qu’avec les principes du droit naturel et même les sentiments les plus élémentaires d’humanité. Ces actes exécutés au mépris de la dignité, de la liberté, de la vie humaine crient vengeance devant Dieu » et le 18 janvier 1940, après la mort de 15 000 civils polonais, il déclare que « l'horreur et les abus inexcusables commis contre un peuple sans défense sont établis par le témoignage indiscutable de témoins oculaires ». Il condamne parallèlement l'agression de la Finlande par l'Union soviétique le 26 décembre 1939. Le gouvernement d'occupation allemand en Pologne prend prétexte de ces déclarations jugées anti-allemandes quand il durcit la répression anticatholique.
Ce refus par Pie XII de condamner explicitement l'invasion de la Pologne est perçu comme une « trahison »[réf. nécessaire] par une partie des catholiques, prêtres ou membres de la hiérarchie polonaise comme sa réception de la nomination d'Hilarius Breitinger (en) en tant qu'administrateur apostolique du Wartheland en mai 1942, ressentie comme une « reconnaissance implicite »[réf. nécessaire] du démembrement de la Pologne. L'opinion du Volksdeutsche, qui regroupait les minorités catholiques allemandes vivant en Pologne est plus mêlée. Tardini explicite la position du Saint-Siège aux évêques polonais :
« Tout d'abord, il ne semblerait pas opportun qu'un acte public du Saint-Siège condamne et proteste contre tant d'injustices. Non pas que la matière manque […] mais des raisons pratiques semblent imposer de s'abstenir. [Une condamnation officielle du Vatican] accroîtrait les persécutions.  »
Pie XII précise lui-même :
« Nous laissons aux pasteurs en fonction sur place le soin d'apprécier si, et dans quelle mesure, le danger de représailles et de pressions, comme d'autres circonstances dues à la longueur et à la psychologie de la guerre, conseillent la réserve — malgré les raisons d'intervention — afin d'éviter des maux plus grands. C'est l'un des motifs pour lesquels nous nous sommes imposé des limites dans nos déclarations. »
Alerté par le Grand Rabbin de la Palestine mandataire, Isaac Herzog, de la déportation des Juifs lituaniens, Pie XII appelle Ribbentrop le 11 mars 1940 pour protester contre le traitement des Juifs, ce qui est rendu public par le New York Times,.

##### L'attitude en mai 1940 face à l'attaque sur des pays neutres
La diplomatie vaticane neutraliste veut protéger les non belligérants mais sans soutenir le camp des Alliés, ni celui des régimes totalitaires. Cette attitude est vivement reprochée au pape par Mussolini, mais elle interroge aussi le cardinal français Eugène Tisserant.
Informé par des contacts allemands, le 4 mai 1940, le Pape fait prévenir les Pays-Bas que l'Allemagne va les attaquer le 10. Après l'invasion des Pays-Bas, de la Belgique et du Luxembourg, États neutres, le pape envoie un message de sympathie à la reine Wilhelmine des Pays-Bas, au roi Léopold III de Belgique et à la grande-duchesse Charlotte de Luxembourg, en faisant mention des malheurs qui accablent ces pays, mais sans utiliser le terme « invasion » ni dénoncer ou condamner directement l'envahisseur. Quand Mussolini apprend l'existence de ces messages, il accuse le pape de prendre parti contre les alliés des Italiens et il proteste officiellement auprès du Saint-Siège. Son ministre des Affaires étrangères déclare après l'entrevue que « Pie XII était prêt à être déporté plutôt que de trahir sa conscience » et que « s’il avait un regret à formuler, c’était celui de n’avoir pas parlé avec une clarté suffisante pour condamner la politique nazie contre les Polonais ». En revanche, le cardinal Eugène Tisserant, ancien combattant français, déplore durement la neutralité du Saint-Siège. Après la défaite de la France, le secrétariat d'État refait des propositions de paix entre l'Allemagne, l'Italie et le Royaume-Uni qui refuse.

### PieXIIdans le conflit (1941-1944)

#### Le pape face aux questions des pays occupés et à la question juive

##### 1940-1941: une progressive et prudente prise de distance

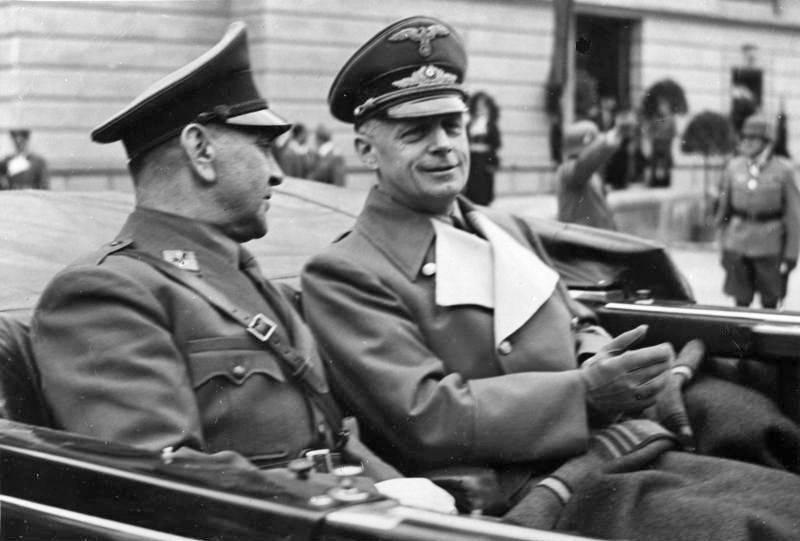
Ante Pavelić avec Joachim von Ribbentrop.

Dans la période de domination allemande sur l'Europe (fin 1940-1942), le pape établit ou maintient des liens avec les régimes collaborationnistes des pays occupés par l'Allemagne, Lituanie, régime de Vichy, Croatie d'Ante Pavelić. Il est confronté aux mesures antijuives de ces États. D'une façon générale, il préfère laisser agir les Églises locales, plutôt que de rendre publiques des condamnations qui risqueraient de provoquer des réactions nazies plus fortes. À partir de la fin 1941, Pie XII, qui, par « neutralité », ne souhaitait pas condamner publiquement les persécutions et avait d'abord laissé approuver le statut des lois antijuives de Pétain, prononce des condamnations, mais ne les rend publiques que très partiellement, sous la pression alliée.

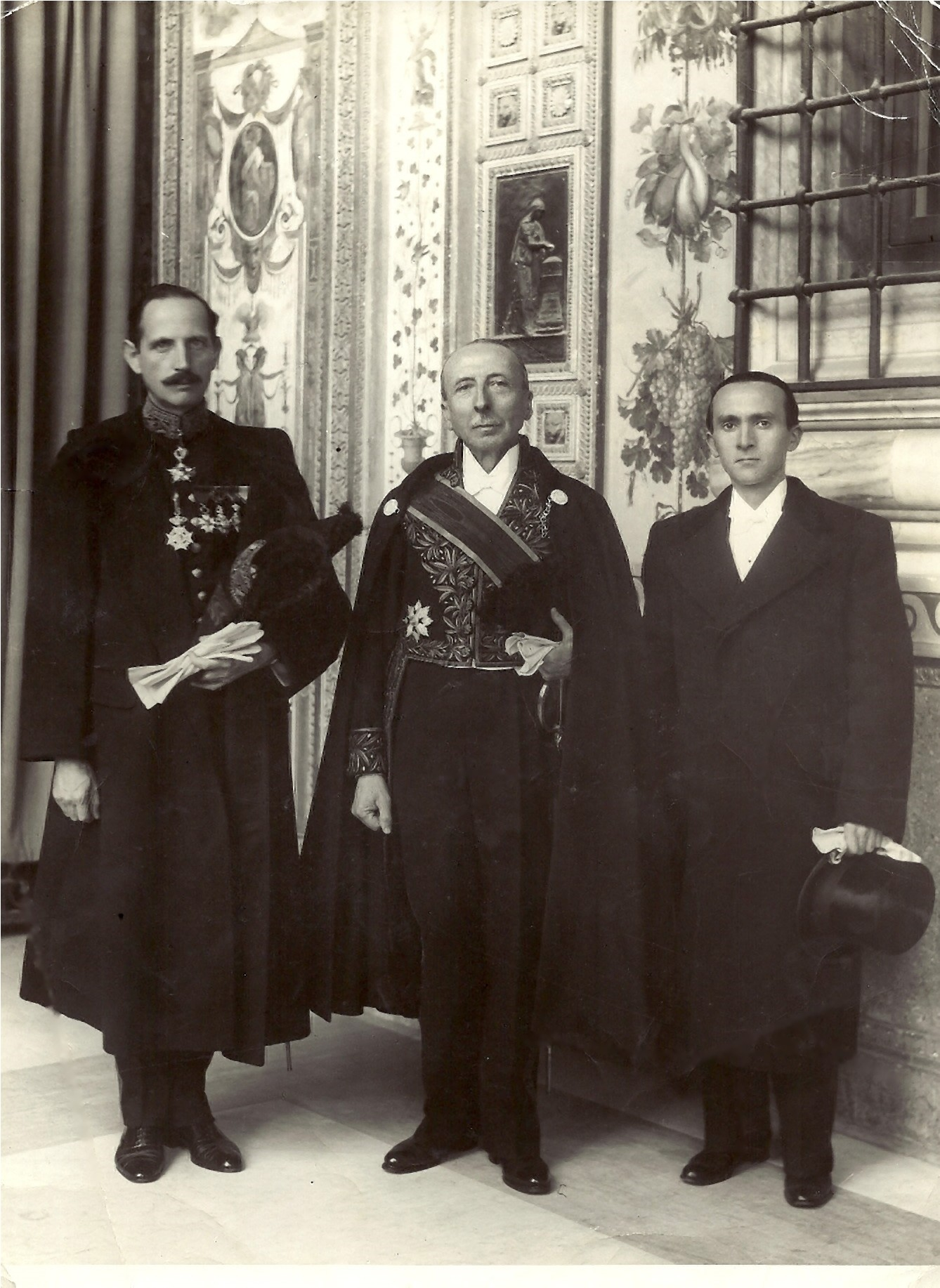
Léon Bérard, ambassadeur de Vichy avec son chef de cabinet, François de Vial, cofondateur avec Hugh O'Flaherty du mouvement interallié de résistance, devant les Loges de Raphaël, reçus par Pie XII (1943).

L'ambassadeur de l’État français au Vatican, Léon Bérard, s'inquiète de l'avis du Vatican sur le statut des Juifs promulgué par le régime de Vichy en octobre 1940. Le secrétariat d'État du Vatican lui confirme que la législation ne s'oppose pas à l'enseignement de l’Église. Le nonce apostolique en France Valerio Valeri, « embarrassé » par ce blanc-seing pontifical, obtient du secrétaire d'État Luigi Maglione la confirmation que c'est bien la position du Saint-Siège,, (ce ne sera qu'en 1942, après le second statut et le début des déportations, que le pape Pie XII fera officiellement savoir au maréchal Pétain par son nonce en France, Valerio Valeri, que le Saint-Siège désapprouve totalement les mesures prises par Vichy à l'encontre des Juifs ).
Pour la Croatie, en avril 1941, Pie XII accorde une audience à Ante Pavelić, le nouveau dictateur croate. Cette entrevue provoque une note du Foreign Office britannique qui décrit Pie XII comme « le plus grand couard de l'époque ». Le Vatican ne reconnaît toutefois pas le régime croate. S'il ne condamne jamais publiquement les conversions forcées de Serbes orthodoxes par les Croates, il indique sa désapprobation dans un mémorandum confidentiel daté du 25 janvier 1942 et adressé à la légation yougoslave,.
Dans une allocution prononcée le 29 juin, Pie XII, faisant allusion aux événements de l'Est, parle d'un « courage généreux au service de la défense des fondements de la civilisation chrétienne » et affirme « une espérance assurée de son triomphe ». Toutefois, il résiste aux demandes d'un certain nombre d'évêques des pays de l'Axe souhaitant le voir prêcher la « croisade contre le bolchevisme ».
En septembre 1941, Pie XII s'oppose au code juif slovaque, qui, à l'opposé du statut des Juifs français, interdit notamment le mariage mixte. En octobre, Harold Tittman, délégué américain au Vatican, demande au pape de condamner les exactions commises envers les Juifs ; la réponse du pape fait état de son souhait de rester « neutre », réitérant par là la position du Vatican exprimée dès septembre 1940.
À cette date, selon Le Monde Juif, l'affirmation d'une entreprise d'extermination des juifs d'Europe parvient au plus haut de la hiérarchie catholique.
Au début de 1941, le cardinal Theodor Innitzer informe le pape sur les déportations commises à Vienne. Pie XII condamne lors de son message radiodiffusé de Noël 1941 « l'oppression, ouverte ou dissimulée, des particularités culturelles et linguistiques » des minorités nationales (à cette date les Luxembourgeois refusent par referendum d'abandonner leur langue au profit de l'Allemand et de s'intégrer au Reich) ainsi que « l'entrave et le resserrement de leurs capacités naturelles » avec « la limitation ou l'abolition de leur fécondité naturelle ». Il vise ainsi la politique d'eugénisme négatif sans en exprimer de condamnation explicite ni rappeler qu'Hitler est excommunié latae sententiae depuis 1933 pour encourager un tel programme. En octobre le visiteur apostolique Roncalli écrit que le pape se demande « si son absence apparente de réactions aux agissements du nazisme n’est pas mal jugée par ses contemporains ».

##### 1942: entre la pression alliée et la menace de l'Axe
Surveillé par Mussolini, voulant conserver sa neutralité, le pape est informé des déportations et s'exprime avec prudence, ce qui lui est reproché par les Alliés.
Pie XII qui se refuse à prendre parti, entretient des relations diplomatiques avec tous les belligérants ; ainsi, il évoque au sujet des volontaires franquistes de la Division bleue partis sur le front russe « un courage généreux au service de la défense des fondements de la civilisation chrétienne et d'une espérance assurée de son triomphe » (29 juin) mais il ne s'oppose pas à l'entrée en guerre des États-Unis et fait même savoir par l’épiscopat américain que la condamnation du communisme (Divini Redemptoris) par Pie XI n'interdit pas aux catholiques américains de soutenir le prêt-bail accordé par les États-Unis à l'URSS, et de soutenir ainsi sa lutte soviétique contre le Reich après l'invasion du 22 juin 1941,. En mars 1942, Pie XII établit des relations diplomatiques avec l'empire du Japon, puis avec la Chine nationaliste. Il nomme un administrateur apostolique pour le Wartheland en mai 1942, Hilarius Breitinger (en), ce qui est perçu comme une reconnaissance implicite du partage de la Pologne. L'ambassadeur polonais Kazimierz Papée (en) s'étonne que le pape ne condamne pas les atrocités commises en Pologne.
En novembre 1942, alors que se prépare l'opération Torch, il intervient pour assurer la neutralité du général Franco qui contrôle le Maroc espagnol. Son nonce apostolique à Madrid, Gaetano Cicognani obtient de l'épiscopat espagnol qu'il adhère à la condamnation du nazisme. Franco, qui tient à l'appui de Pie XII pour préserver son régime, rapatrie dès 1943 la plus grande partie de ses forces engagées sur le front russe.
En mars 1942, le chargé d'affaires slovaque apprend à Pie XII que le gouvernement slovaque planifie la déportation de « 80 000 juifs » en Pologne. Le Vatican proteste auprès du gouvernement slovaque en « déplorant ces mesures qui enfreignent le droit des gens, du seul fait de leur race ». Lorsqu'en juillet, les évêques néerlandais protestent contre la persécution des Juifs, les Nazis organisent une fouille minutieuse des monastères et des couvents, occasionnant une rafle des très nombreux Juifs cachés, dont Edith Stein,. Le 18 septembre 1942, Giovanni Montini lui écrit que « les massacres prennent des proportions effrayantes » et les diplomates américains, anglais, brésiliens, uruguayens, belges et polonais l'avertissent que le « prestige moral » du Vatican est sévèrement compromis par sa passivité face aux atrocités : ils joignent le rapport du bureau de Genève de l'Agence juive pour la Palestine pour convaincre le cardinal Luigi Maglione qui leur avait répondu que les rumeurs n'étaient pas vérifiées. Après le rapport précis et accablant du Gouvernement polonais en exil à Londres sur l'extermination des Juifs sur le sol de la Pologne occupée du 10 décembre 1942, toutes les nations alliées, condamnent officiellement l'extermination des Juifs par les nazis et annoncent que les responsables n'échapperont pas au châtiment. Harold Tittmann suggère à Maglione de faire une déclaration similaire. Maglione lui répond que le Vatican « ne peut dénoncer publiquement des atrocités particulières ».
Toutefois, devant ces faits et ces pressions, le 24 décembre 1942, dans son long message de Noël, radiodiffusé, Pie XII évoque brièvement « les centaines de milliers de personnes, qui, sans aucune faute de leur part, et parfois pour le seul fait de leur nationalité ou de leur race, ont été vouées à la mort ou à une extermination progressive » et appelle à la paix. À la suite de ce discours les autorités nazies déclarent que « Le Pape se fait le porte-parole des juifs, criminels de guerre ».
Aux États-Unis, les réactions à ce message sont contrastées. Le 25 décembre 1942, l'éditorial du New York Times note que « la voix de Pie XII est bien seule dans le silence et l’obscurité qui enveloppe l’Europe ce Noël… Il est à peu près le seul dirigeant restant sur le Continent européen qui ose tout simplement élever la voix ». Selon le témoignage de l'ambassadeur H. Tittman, ce dernier aurait indiqué au Pape que son message de Noël ne pouvait répondre aux attentes. Pie XII lui aurait répondu qu'« il n'aurait pu, en parlant de ces atrocités, mentionner les nazis sans mentionner également les bolchéviques et, qu'à son avis, cela n'aurait sans doute pas plu aux Alliés ». Il aurait ajouté que « les récits des atrocités étaient certes fondés, tout en lui indiquant par son attitude qu'à ses yeux, il y avait quelque peu d'exagération, voulue à des fins de propagande ». Harold Tittmann (en) estime toutefois dans ses Mémoires qu'il « ne peut s'empêcher de penser qu'en évitant de parler, le Saint Père a fait le bon choix ; il a ainsi sauvé bien des vies ».

#### 1943: le pape face aux réalités du conflit

##### L'attaque des Alliés vers Rome

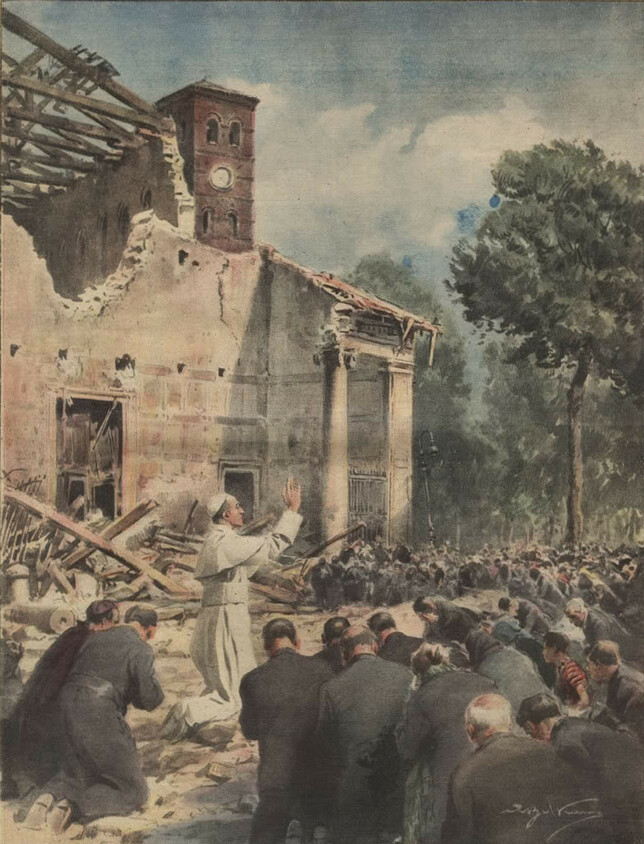
Visite du pape Pie XII dans le quartier de San Lorenzo le 19 juin 1943. Dessin d'Achille Beltrame.

Lors de l'attaque anglo-américaine vers l'Italie, Pie XII précise sa position sur les persécutions nazies contre les civils et tente d'empêcher tout bombardement de Rome.
Pie XII s'oppose aux bombardements alliés et proteste même contre le jet de tracts sur Rome par l'aviation britannique, certains atterrissages violant la neutralité du Vatican. Le bombardement du Vatican, un temps envisagé par les Anglais est refusé par les États-Unis qui ne veulent pas d'une réaction des catholiques dans leurs troupes. La progression des Alliés vers Rome est accompagnée par une évolution des prises de positions du pape. Le 2 juin 1943 devant le collège des cardinaux, Pie XII lance ainsi un appel en faveur du respect des lois humaines au cours des bombardements aériens et exprime parallèlement sa « sollicitude envers ceux qui, à cause de leur nationalité ou de leur race », sont « livrés à des mesures d'extermination » dont il voudrait fustiger toute l'ignominie par le détail et en des termes plus forts (ce que confirmerait les 124 lettres écrites aux évêques allemands pendant la guerre). Il justifie sa prudence : « toute parole de notre part à l'autorité compétente, toute allusion publique doivent être sérieusement pesées et mesurées, dans l'intérêt même des victimes, afin de ne pas rendre leur situation plus grave et plus insupportable ». Il insiste sur « le sort tragique du peuple polonais… le silencieux héroïsme de ses souffrances » espérant « sa place future dans une Europe refaite sur des bases chrétiennes et dans une assemblée d’États exempte des erreurs et des égarements du passé ». Le cardinal Adam Stefan Sapieha, archevêque de Cracovie, indique qu'il n’en demande pas plus par peur des représailles. Le 26 juin 1943, Radio Vatican dans un message à dimension religieuse proche d'une excommunication indique que « quiconque établit une distinction entre les Juifs et les autres hommes est un infidèle et se trouve en contradiction avec les commandements de Dieu. La paix dans le monde, l'ordre et la justice seront toujours compromis tant que les hommes pratiqueront des discriminations entre les membres de la famille humaine ». Pie XII se serait plusieurs fois livré à des exorcismes à distance à l'égard d'Hitler, témoignant de la conviction du souverain pontife que le dictateur nazi était non seulement un criminel mais qu'il était, au-delà, possédé par le Diable,,.
Les Alliés appellent les Italiens à ne plus « servir Hitler et Mussolini ». Une large conjuration à laquelle Montini a œuvré provoque le renversement du Duce par le roi, après la motion de défiance votée par le grand conseil fasciste. Quelques jours avant la destitution de Mussolini, les Alliés bombardent Rome (19 juillet 1943) sans viser le Vatican. Le pape sort du Vatican et se rend en voiture, accompagné de Montini, dans le quartier détruit de la basilique Saint-Laurent-hors-les-Murs pour manifester sa solidarité aux victimes de ce premier bombardement sur Rome (en). Il en revient le vêtement blanc maculé de sang.

##### Évêque de Rome, ville ouverte
Devant les bombardements et la brusque avancée des Allemands en Italie du Nord, Pie XII plaide en faveur de la déclaration de Rome comme ville ouverte, mais ceci ne se produit que le 14 août 1943, après que Rome a été bombardée à deux reprises et sans grand lien avec la demande du pape, même si les Italiens consultent le Vatican sur le libellé de la déclaration. L'extraterritorialité et le droit d'asile permettent d'organiser une aide aux réfugiés. Dans cette volonté, un système de cartes d'identité est institué. Elle est toutefois limitée: après la capitulation italienne, le Vatican donne des instructions strictes à la Garde suisse pour empêcher toute personne de pénétrer dans la ville-État, en particulier les prisonniers alliés libérés par les Italiens dont l'afflux pourrait compromettre sa neutralité, même si certains responsables du Vatican les aident de façon indépendante, tel Hugh O'Flaherty. En février 1943, quand des perquisitions allemandes s’annoncent à la basilique vaticane de Saint-Paul-hors-les-Murs, tous les réfugiés sont priés de partir.
La brusque occupation de Rome par les nazis a confronté le Pape aux mesures de mise en œuvre de la Shoah. La Cité du Vatican elle-même n'est pas occupée. Un débat entre historiens demeure pour savoir si le pape envisagea en cas d'empêchement une éventuelle démission, et si les rumeurs d'un complot pour enlever le pape qui circulaient étaient fondées. Un plan de la gendarmerie pontificale prévoyait son évacuation en cas de tentative d'enlèvement par les nazis. Selon l'historien Pierre Milza, le pape est stupéfait, impuissant, voire inactif devant le massacre des Fosses ardéatines ; il aurait déclaré : « Que me dites-vous ? Ce n’est pas possible. Je ne peux y croire… Il faut tout de suite envoyer un avion à Berlin avec une personne de confiance pour parler avec Hitler ».
Durant cette période, la principale préoccupation, au sein du Vatican, aurait été le risque d'anarchie entre la fin de l'occupation allemande et l'arrivée des Alliés plus que l'occupation allemande elle-même.
Comme évêque de Rome, le pape agit pour les juifs de sa ville. Le Vatican passe du stade des déclarations à celui d'actions concrètes, à la portée limitée, tardive et symbolique pour les détracteurs de Pie XII, ou significative pour ses défenseurs.

##### L'évêque et les Juifs de Rome

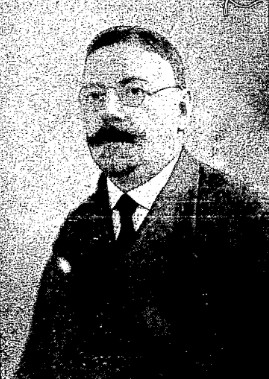
Eugenio (Israel) Zolli.

Dès septembre 1943, devant l'arrivée des Juifs venus de l'Italie du Nord, l'Église a accordé le refuge à 477 Juifs à l'intérieur du Vatican, à 4 238 autres dans des monastères et couvents italiens des environs sur ordre 3 000 sont logés à Castel Gandolfo parmi d'autres réfugiés romains qui souffrent de la guerre et 400 enrôlés dans la Garde pontificale). L'action personnelle du pape, le plus souvent prévenu a posteriori consiste principalement à faire convoquer en octobre l'ambassadeur allemand immédiatement par le cardinal Maglione, qui le prie de sauver « tant d’innocents » et ajoute que « le Saint-Siège ne voudrait pas être placé dans la nécessité de dire un mot de désapprobation ». Devant les atrocités commises par la Gestapo et les SS (une grande rafle a lieu le 16 octobre 1943), le pape Pie XII laisse l'Osservatore Romano exprimer l'indignation de l'Église dans son numéro du 25 octobre 1943, saisi par les Allemands, qui menacent de reprendre les perquisitions dans les monastères pour y débusquer les Juifs cachés.
À la fin de 1943, le commandant des S.S. de Rome ordonne au chef de la communauté israélite de fournir 50 kg d'or dans les 24 heures sous peine de déportation immédiate de 200 autres Juifs . La collecte n'ayant réuni que 35 kg d'or, le grand rabbin de Rome Israel Zolli demande l'aide de Pie XII, qui lui propose d'avancer une partie de la somme manquante, mais cette offre se révèle inutile, les fonds ayant déjà été réunis. D'après le témoignage de Giovanni Ferrofino, secrétaire du nonce apostolique en Haïti à l'époque, 1 600 visas furent obtenus chaque année de 1939 à 1945 sur la demande de Pie XII, ce qui permit de sauver directement environ 11 000 juifs.
Le grand rabbin de Rome se fait baptiser le 13 février 1945 avec son épouse et sa fille. Il prend en signe de reconnaissance le prénom de baptême du pape, manifestant ainsi l’importance qu'a eue le pape dans sa conversion.

#### Fin de la guerre
À l'arrivée des Alliés à Rome, Pie XII s'inquiète d'éventuelles représailles de la part de leurs troupes. Il fait ouvrir les portes du Vatican aux soldats allemands désarmés pour les en protéger[réf. souhaitée]. Inquiet, semble-t-il, de risques de viols (préludes aux crimes de 1944 en Ciociaria), il signifie dès janvier 1944 par le secrétaire d'État Luigi Maglione et l’ambassadeur de Grande-Bretagne que « le pape espère qu'il n'y aura pas de soldats de couleur au sein des troupes alliées qui seront déployées à Rome après l'occupation […]. Le Saint-Siège ne fixe pas de limite dans le degré des couleurs, mais espère que sa demande sera prise en compte ». L'état major, surpris et embarrassé, ne change pas ses dispositions.

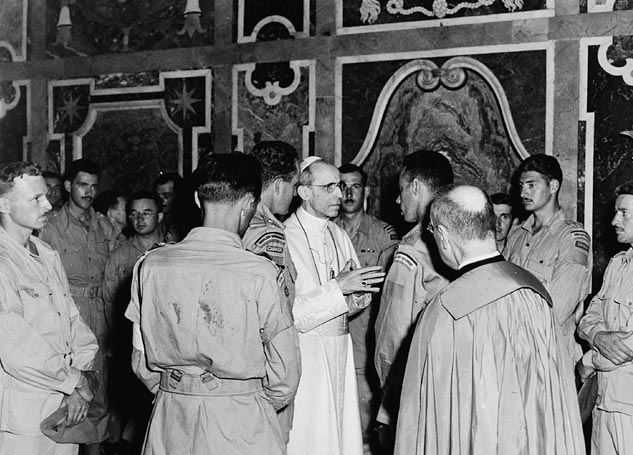
Pie XII reçoit en audience le 22e régiment royal le 4 juillet 1944.

Diplomatiquement, Pie XII prend des positions plus nettes contre les nazis, qu'il distingue du peuple allemand. Dès mars 1944, par son nonce apostolique à Budapest, Angelo Rotta, le Vatican unit sa voix à celle du roi Gustave V de Suède, de la Croix-Rouge, des États-Unis et de Grande-Bretagne pour protester contre les exactions contre les Juifs hongrois. Pie XII envoie un télégramme le 25 juin au régent Miklós Horthy, lui demandant d'épargner les populations qui souffrent « en raison de leur origine nationale ou raciale ». Les persécutions cessent le 8 juillet 1944. En Allemagne, les émissaires qui servaient depuis 1942 de contacts secrets, soutiennent la logistique de réseaux qui tentent l'assassinat de Hitler ou qui dérobent des documents à son domicile. Le pape finit aussi par reconnaître la France libre après le débarquement en Normandie : le 30 juin 1944, le général de Gaulle est reçu en audience par Pie XII. De Gaulle exige le remplacement du nonce en France, et des sanctions contre le clergé collaborationniste, ce qui indispose Pie XII. De Gaulle rend compte de cette rencontre avec un respect non dénué de double sens : « sous la bienveillance de l'accueil et la simplicité du propos je suis saisi par ce que sa pensée a de sensible et de puissant. Pie XII juge chaque chose d'un point de vue qui dépasse les hommes, leurs entreprises, leurs querelles. Mais il sait ce que celles-ci leur coûtent et souffre avec tous à la fois. […] Pour lui tout dépend donc de la politique de l'Église, de son action, de son langage, de la manière dont elle est conduite. C'est pourquoi le Pasteur en fait un domaine qu'il se réserve personnellement et où il déploie les dons d'autorité, de rayonnement, d'éloquence que Dieu lui a impartis. Pieux, pitoyable, politique, au sens le plus élevé que puissent revêtir ces termes, tel m'apparaît, à travers le respect qu'il m'inspire, ce pontife et ce souverain ». Les réserves pontificales sont encore sensibles lors de la réception de Jacques Maritain comme ambassadeur au Saint-Siège (10 mai 1945).
A la fin du mois d'août 1944, Pie XII lance un appel aux Londoniens et aux Anglais « pour les inviter au pardon des injures et leur demander de ne pas se venger de l'Allemagne des maux que celle-ci leur a infligés ». Le Times publie de nombreuses lettres de protestation. Il insiste aussi sur le courage de reconstruire après les souffrances liées à la guerre dans ses messages à la population romaine du mois de janvier 1945 à des médecins alliés et dans celui du 9 mai 1945.
Après la guerre, les communistes accusèrent le Vatican d'avoir aidé quelques centaines de criminels de guerre oustachis à se sauver, à commencer par leur chef. Ante Pavelić, qui vécut quelque temps à Rome avant de gagner l'Argentine puis l'Espagne.

### Le pape de l'après-guerre (1945-1958)

#### La question de l'anticommunisme

##### La politique des régimes communistes contre l'Église catholique

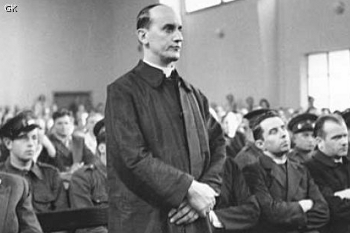
Le cardinal Alojzije Stepinac à son procès.

Lorsqu'au début de la guerre, les puissances de l'Axe tentent de lever le drapeau de la croisade contre l'URSS pour légitimer leur action, Tardini avait répondu que « la croix gammée n'[était] pas précisément celle de la croisade », mais il soutint l'initiative de Franco (Division bleue). En septembre 1944, à la demande de Myron Taylor, il rassure les catholiques américains, inquiets de l'alliance de leur pays avec les Soviétiques. Toutefois, ni le pape, ni Staline ne profitent de la guerre pour établir des relations diplomatiques. Le pape, en particulier en Pologne, souhaite l'établissement d'un régime catholique, et soutient en 1945, les régimes catholiques et anticommunistes d'Espagne et d'Argentine.

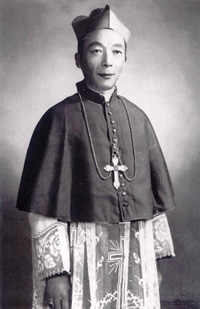
L'évêque chinois Kung.

La fin de la guerre permet la pénétration du communisme en Europe de l'Est. Les rapports, inexistants durant la guerre, deviennent mauvais. Les gouvernements liés à Moscou font fermer peu à peu les représentations du Saint-Siège présentes dans les pays de l'Est. Le 14 septembre 1946, le pape Pie XII donne l'audience au rabbin Phillip Bernstein qui avait remplacé le juge Simon Rifkind (en) comme conseiller américain pour les affaires juives sur le théâtre d'opérations européen. Bernstein demande au pape de condamner les pogroms, mais ce dernier objecte que le rideau de fer rend difficiles les communications avec l'Église de Pologne. L'arrestation brutale en 1948 du prince-primat de Hongrie, le cardinal Mindszenty, archevêque d'Esztergom, symbolise la tension entre les régimes communistes et l'Église catholique. De même, Alojzije Stepinac, archevêque de Zagreb et primat de Yougoslavie, subit l'emprisonnement et la torture. Michal Beran, archevêque de Prague, se voit interdire d'exercer son ministère. Les Églises catholiques de rite byzantin d'Ukraine et de Roumanie sont incorporées de force dans des Églises indépendantes. Les gouvernements communistes accusent en effet le pape d'être le « chapelain de l'Occident ». En 1952, même le maréchal Tito rompt les relations diplomatiques avec le Vatican. Pour l'année 1953, quatre cardinaux et 149 évêques sont touchés par la répression politique y compris en Pologne où un dialogue avait jusqu'ici été tenté.

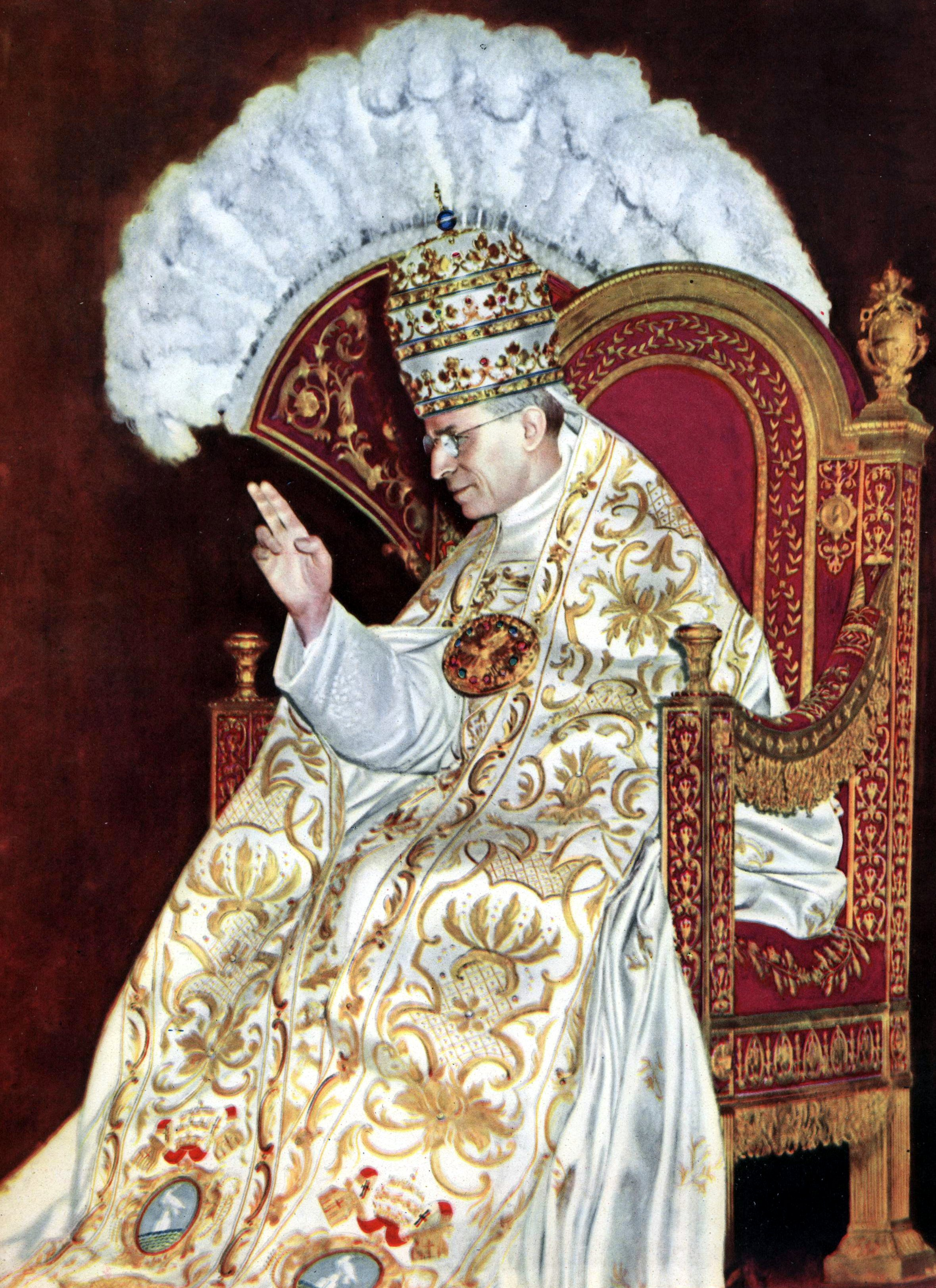
Le pape Pie XII coiffé de la tiare et porté sur la sedia gestatoria en 1949.

En Chine, où le Vatican avait établi des relations en 1946 avec le régime nationaliste, dès l'arrivée des communistes au pouvoir en 1949, les catholiques sont inquiétés par le gouvernement, qui leur refuse toute relation avec le Vatican, considéré comme une forme de « domination étrangère ». De nombreuses arrestations ont lieu, notamment en 1955, où plusieurs centaines de personnes sont arrêtées avec l'évêque de Shanghai, Kung, qui passe 30 années en prison. La rupture est consommée en 1957 quand le pouvoir chinois fonde une association nationale, l'Association catholique patriotique de Chine. Les catholiques chinois fidèles au pape doivent entrer dans une forme de clandestinité.

#### L'attitude vaticane: deux conceptions à arbitrer
D'un point de vue doctrinal, l'idéologie communiste est athée, matérialiste et anticléricale : elle a fait l'objet de plusieurs condamnations dont celle de 1937 par l'encyclique Divini Redemptoris, parue quelques jours après celle qui condamnait le national-socialisme. Si Pacelli avait surtout travaillé à Mit brennender Sorge son expérience personnelle l'avait construit dans un anticommunisme marqué. Il avait vécu la révolution spartakiste en tant que nonce en Bavière en 1919. D'après l'historienne marxiste Annie Lacroix-Riz, cet anticommunisme est une des clefs de son pontificat, de son attitude pendant et surtout après la guerre; cela expliquerait par exemple une certaine implication (non prouvée) dans les filières d'évasion catholiques des criminels de guerre ou des collaborateurs, ou le soutien (sensible) à des prélats compromis dans la collaboration avec des régimes pro-allemands. Ce point reste un débat entre historiens : certains soulignent au contraire son opposition à Alois Hudal, connu pour ses sympathies avec le national-socialisme et son rôle dans l'exfiltration d'anciens nazis vers l'Amérique du Sud.

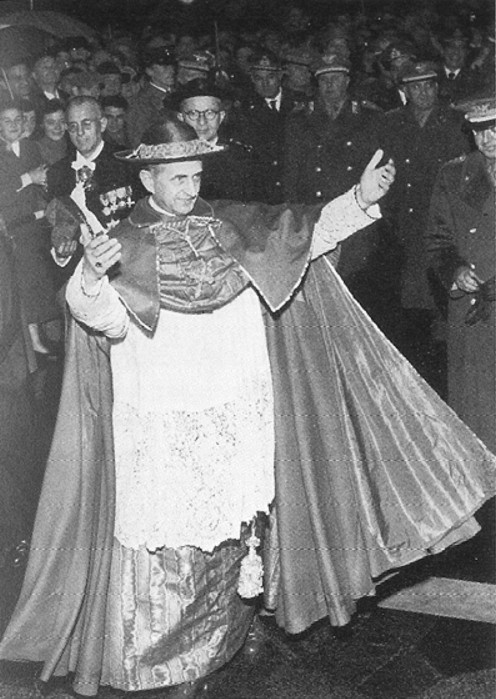
Giovanni Battista Montini, le futur pape Paul VI, partisan du dialogue.

Dès la fin de la guerre, Pie XII analyse rapidement la fin de la Grande Alliance. Face à la progression des communistes en Europe de l'Est (et aussi en Italie et en France), il balance « entre sa méfiance quasi instinctive à l’égard du communisme athée et l’inclination du diplomate qu’il était resté à préférer toujours le dialogue à l’affrontement ». Dans la curie, coexistent plusieurs sensibilités qu'on peut résumer en deux options : l'une veut rassembler « les forces conservatrices au nom de la défense de la chrétienté contre le communisme ». L'autre voudrait favoriser des « solidarités nouvelles fondées sur une compréhension plus authentique des exigences chrétiennes dans l’ordre politique et social ». Ce débat diplomatico-politique est lié à celui sur le rôle des laïcs.
La première option, autour par exemple d'Ottaviani, est la « vision hispanique » (allusion au positionnement de l'Église dans les dictatures ibériques et sud-américaines). Elle soutient un pouvoir politique autoritaire, frontalement anticommuniste, ayant une forte composante religieuse, pour mobiliser les laïcs (s'appuyant par exemple sur Fátima dans l'anticommunisme). Elle a le soutien de la tradition antimoderniste de la curie.
La seconde option, autour de Montini, privilégie l'union des actions catholiques (OIC en 1950), voire des démocraties chrétiennes dans la recherche de contacts, d'échanges avec les communistes, pour rechercher une politique de troisième voie (construction européenne, doctrine sociale) acceptant même l'alliance avec la gauche laïque modérée. C'est la « vision française » du cardinal Suhard ou de Maritain qui sépare l'engagement politique des laïcs de l'obéissance à Rome. Elle reconstitue les options et les réseaux « modernistes » et libéraux (voire gallicans) qui parcourt l'Église depuis au moins un siècle et demi.
Ces divergences ne sont toutefois pas ostensiblement conflictuelles : l'autorité du pape est incontestée et c'est à lui seul qu'appartient la décision (il n'a plus de secrétaire d'État depuis le décès de Maglione et ses deux collaborateurs principaux, Montini et le fidèle Tardini, ne reçoivent le titre de proto-secrétaire d'État qu'au moment de leur renonciation à la barrette de cardinal). Il déclare : « je ne veux pas des collaborateurs mais des exécutants ».

#### Les choix doctrinaux et diplomatiques dePieXII
Pie XII veut incarner l'autorité traditionnelle et défendre la chrétienté dans le monde moderne. S'il accepte le dialogue scientifique, y compris dans l'étude biblique, il combat la résurgence du modernisme religieux en sanctionnant les théologiens et les dominicains français modernistes (1950) et utilise la procédure de l'infaillibilité pontificale pour le dogme de l'Assomption (1950), renonçant à l'idée d'un concile prônée par Riccardo Lombardi (1948 et 1952).

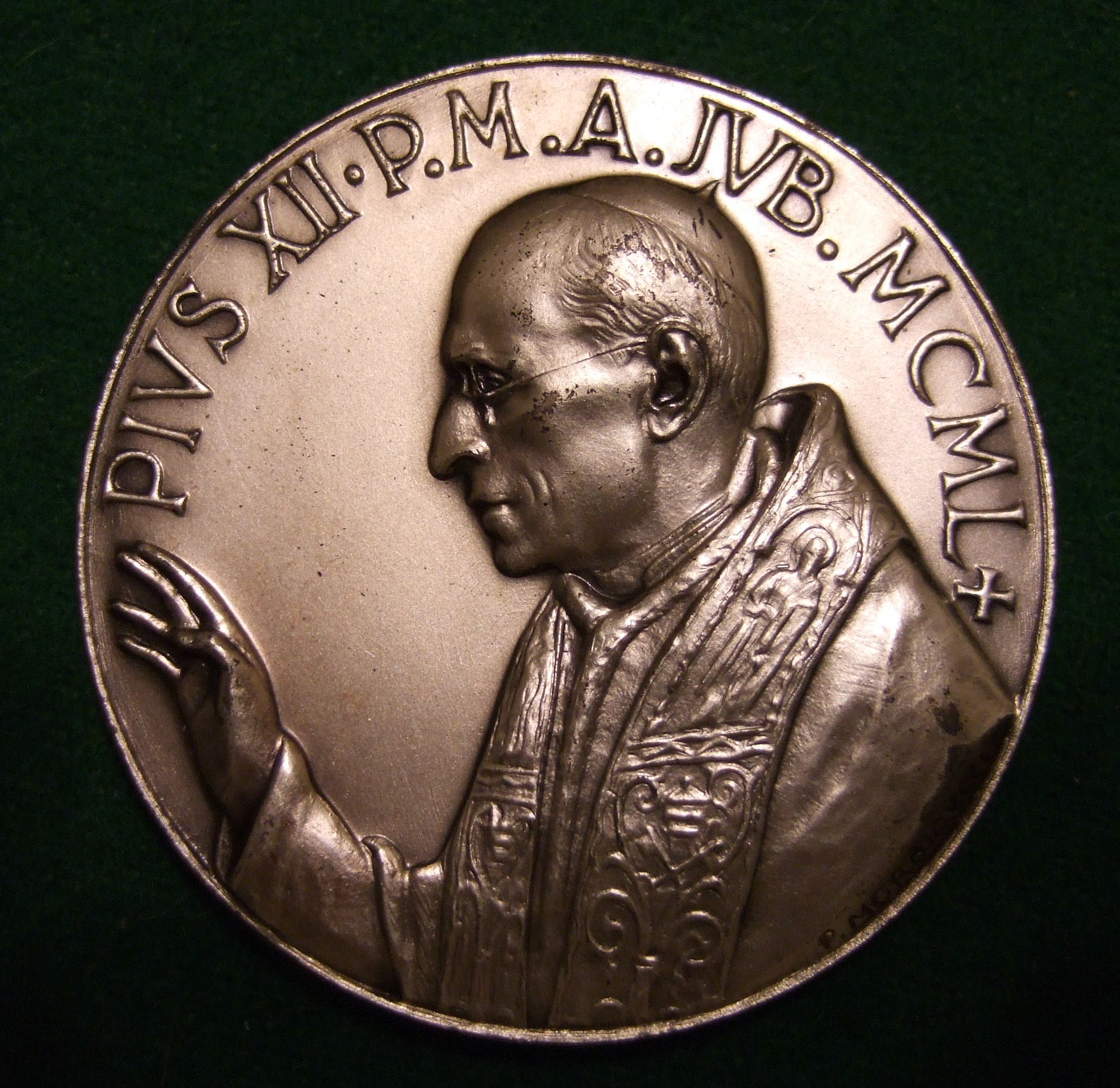
Pie XII sur un médaillon en 1950.

Politiquement, il déclare que « si l'avenir appartient à la démocratie, une part essentielle de son accomplissement devra concerner la religion du Christ et de l'Église ». Il s'oppose fortement au communisme (élections en Italie de 1946 et 1948 en particulier). Frappé par la répression de l'Église à l'Est en 1948/49 et heurté par des positions individuelles de clercs qui se disent communistes (au mouvement de la Paix 1948), il privilégie en Italie le rassemblement des droites proposé par le professeur Gedda, et, le 1er juillet 1949, le Saint-Office excommunie globalement les catholiques adeptes ou militants du communisme. Pie XII fait allusion à cette décision dans son discours de béatification d'Innocent XI, affirmant sa mission de « défense de la chrétienté ».

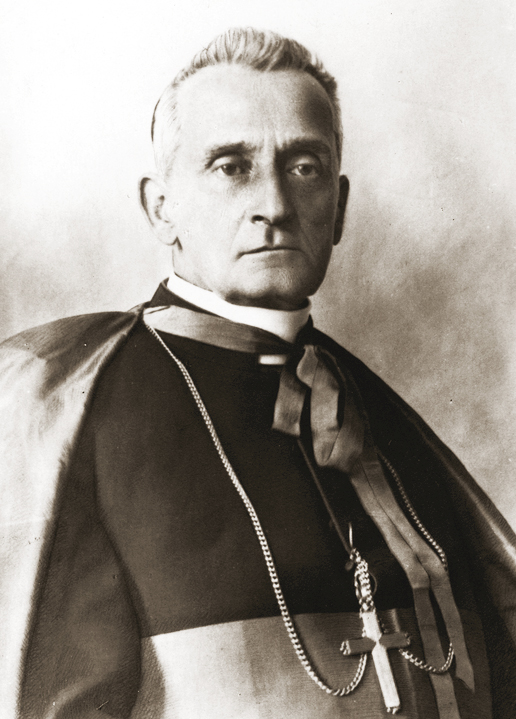
Adam Stefan Sapieha, Polonais créé cardinal par Pie XII et dont l'enterrement en 1951 fut une manifestation contre le régime.

Diplomatiquement, cela condamne la stratégie du dialogue et de l'engagement laïc au côté des communistes, encore tentée jusque vers 1952/54, soit par les Églises locales, soit en direction de Moscou. En Pologne, le primat, Stefan Wyszyński, avait signé le 12 janvier 1950 un accord garantissant quelques libertés à l'Église catholique polonaise, en échange de son soutien dans la politique de défense des frontières. Le Vatican se montre réservé face à cet accord, mais propose à Moscou une coexistence fondée sur le respect du droit et des libertés fondamentales (Lettre apostolique aux peuples de Russie du 7 juillet 1952). Le refus de Staline (l'auteur ironique du propos « Le pape, combien de divisions ? ») enterre le projet. À l'automne 1953, Wyszyński est arrêté, avec de nombreux autres hommes d'Église, par le gouvernement polonais pour avoir soutenu une vague de protestations populaires qui secouaient alors le pays.
Dès lors, quoique ne reprenant pas complètement la thèse de l’« État chrétien » prônée par Ottaviani, Pie XII marque un désaccord plus sensible avec le maritanisme ou la voie de l'ouverture, craignant un risque de laïcisation de l'action catholique. Les marques de ce choix sont nombreuses : la béatification puis la canonisation de Pie X (pape antimoderniste à l'élection duquel il avait assisté), l'ouverture du processus de béatification de Rafael Merry del Val, la condamnation de Congar et celle des prêtres ouvriers. La mise à l'écart de Montini, non promu comme cardinal contraste avec l'élévation d'Ottaviani à la barrette de cardinal. Pie XII ne condamne pas les hiérarchies qui soutiennent les dictatures d'extrême droite et un concordat similaire à celui du 7 mai 1940 avec le Portugal est signé le 7 août 1953 avec l'Espagne : ils confirment les privilèges et le caractère de religion d'État de l'Église catholique dans ces pays, les autres religions n'y étant que tolérées avec d'importantes restrictions, dont l'interdiction de leur culte public. Pie XII aide la dictature argentine à enterrer clandestinement, en 1955, le corps d'Eva Perón à Milan. Enfin, lorsque Moscou fait une proposition de détente en 1956 dans le contexte de la déstalinisation, il ne répond pas malgré les libérations des évêques polonais par Gomulka : l'écrasement de Budapest en novembre lui confirme qu'il faut refuser toute ouverture, d'où trois encycliques en deux semaines et sa ferme condamnation à la Noël 1956.
D'un point de vue pastoral et doctrinal, les deux dernières années du pontificat portent toutes la marque de ce contexte de défense de l'Église contre le communisme : lancement à Rome de la JOC internationale qui s'oppose à la propagation dans le monde ouvrier du « poison de doctrines matérialistes, d'attitudes faussées par l'opposition des classes et la haine » ; dernières encycliques du pape, sur le Sacré-Cœur, sur le pèlerinage de Lourdes (2 juillet 1957), qui s'expriment clairement contre le matérialisme, comme Miranda Prorsus (8 septembre 1957) au sujet des médias, ou surtout Ad Apostolorum Principis (29 juin 1958), sur le communisme et l'Église de Chine ainsi que Meminisse Iuvat (14 juillet 1958), sur les prières pour l'Église persécutée.

### Dernières années du pontificat

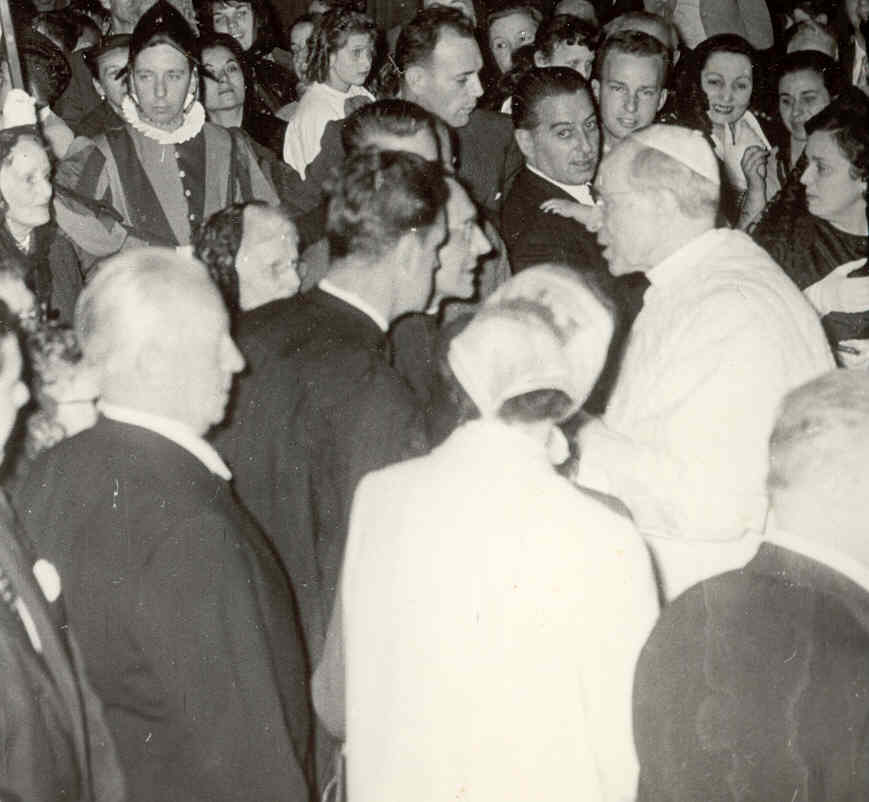
Pie XII durant une audience générale en juin 1958.

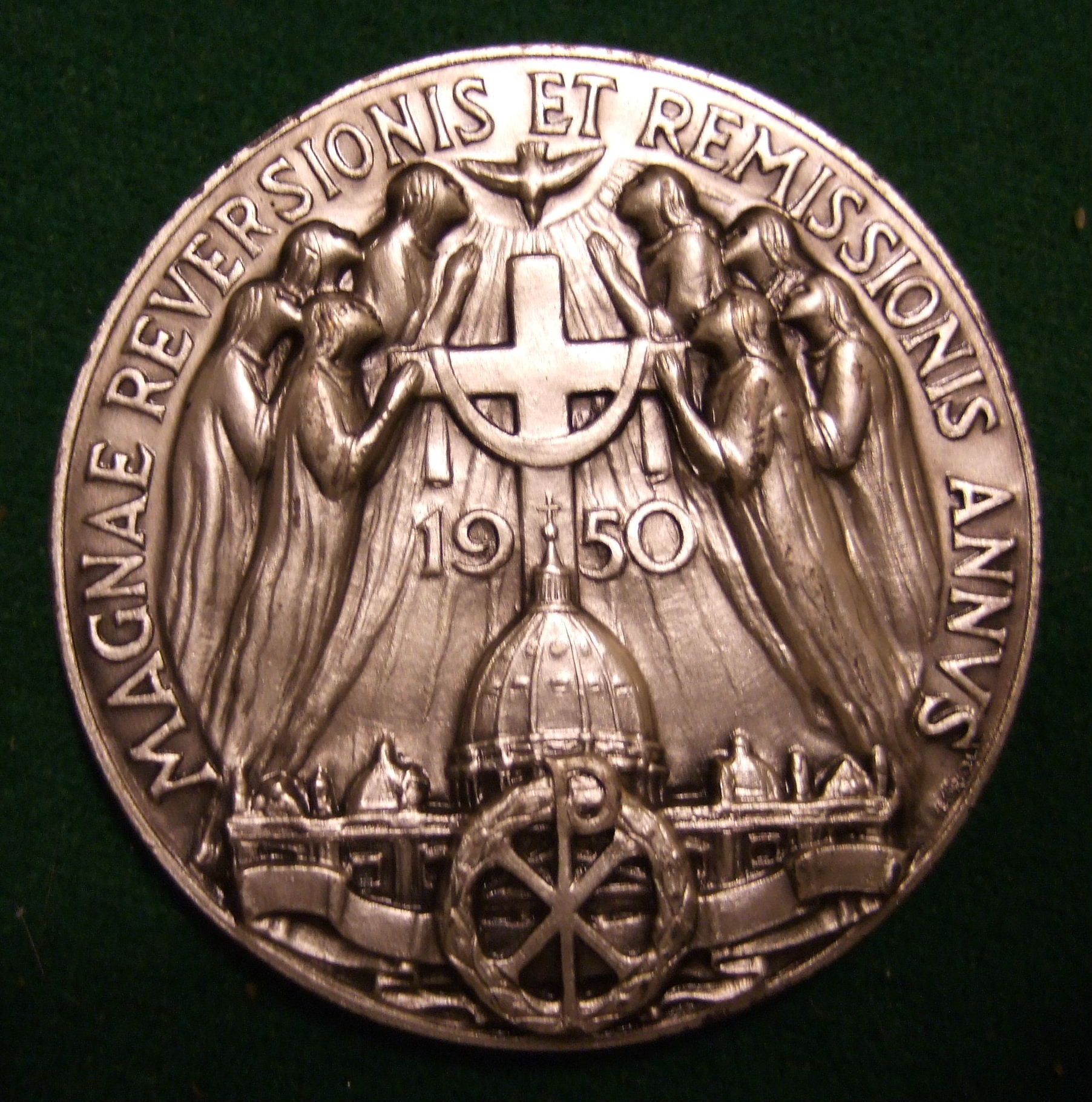
Médaille pour l'année jubilaire 1950.

Si le début des années 1950 avait été marqué par une activité pastorale importante (question mariale, jubilé de 1950, canonisation de Maria Goretti en présence de sa famille et de son assassin, nombreuses annonces dont la découverte du tombeau de Pierre, prises de position sur l'évolution de l'Église — prêtres ouvriers, rôle des laïcs) et diplomatique (soutien à la construction européenne), la santé du pape décline brusquement en 1954 (crise de hoquet mal soignée,) au point qu'il envisage la renonciation. De plus en plus diminué par l'arthrose et l'anémie, soutenu par son confesseur, le bibliste jésuite Augustin Bea, protégé par la curie et un entourage qui s'opposent (en particulier la sœur Pascalina — la « Papessa » — ou son médecin Riccardo Galeazzi-Lisi, auteur de nombreuses indiscrétions dont la diffusion de plusieurs photos du pape agonisant), il retarde les consistoires et les canonisations, et éloigne certains de ses collaborateurs (en particulier Montini en le nommant archevêque de Milan en 1954). Pour Yves-Marie Hilaire : « isolé, autoritaire, [il] craint de déléguer ses pouvoirs ». Il subit également l'influence de sa secrétaire, la sœur Pascalina, qui est considérée comme son éminence grise. Selon certains, il est envisageable que ce soit sur les conseils de cette dernière qu'il aurait décidé de ne pas nommer de remplaçant au Cardinal Maglione quand celui-ci décède, et d'occuper lui-même la fonction de Secrétaire d'état avec deux assistants.
Il continue toutefois de s'exprimer sur des sujets les plus variés en particulier scientifiques pour exprimer la position chrétienne (s'inquiétant lui-même d'une « inflation verbale », 119 et 117 messages dans les deux dernières années). Cette centralisation du pouvoir, cette grande activité et une réflexion longue contribuent, avec la maladie, à ralentir les nominations (en particulier celle des cardinaux ; le sacré collège est incomplet à son décès). Les jugements des témoins s'en ressentent (pour un diplomate, il est « fatigué, pétrifié dans sa gloire »), même si le pape reçoit de nombreux témoignages d'affection et donne des entretiens le montrant rétabli.
Dans ses dernières années, il est confronté à des visions, confiées à Tardini, dont une de Jésus citée par l'Osservatore Romano. Elles rappellent celles d'octobre/novembre 1950, lorsqu'au moment de la proclamation du dogme de l'assomption, d'après le cardinal Federico Tedeschini Pie XII aurait eu trois fois dans les jardins du Vatican la vision du miracle du soleil de Fátima (30-10/31-10, 1-11 et 8-11 à 16 h). Cela attire le propos ironique du cardinal français Tisserant (« Que voulez vous, c'est de son âge »). D'après Jean Guitton, il aurait dit de lui-même qu’il était « le dernier pape Pie », l'« ultime chaînon d’une longue dynastie ».

### Mort du pape, funérailles et succession

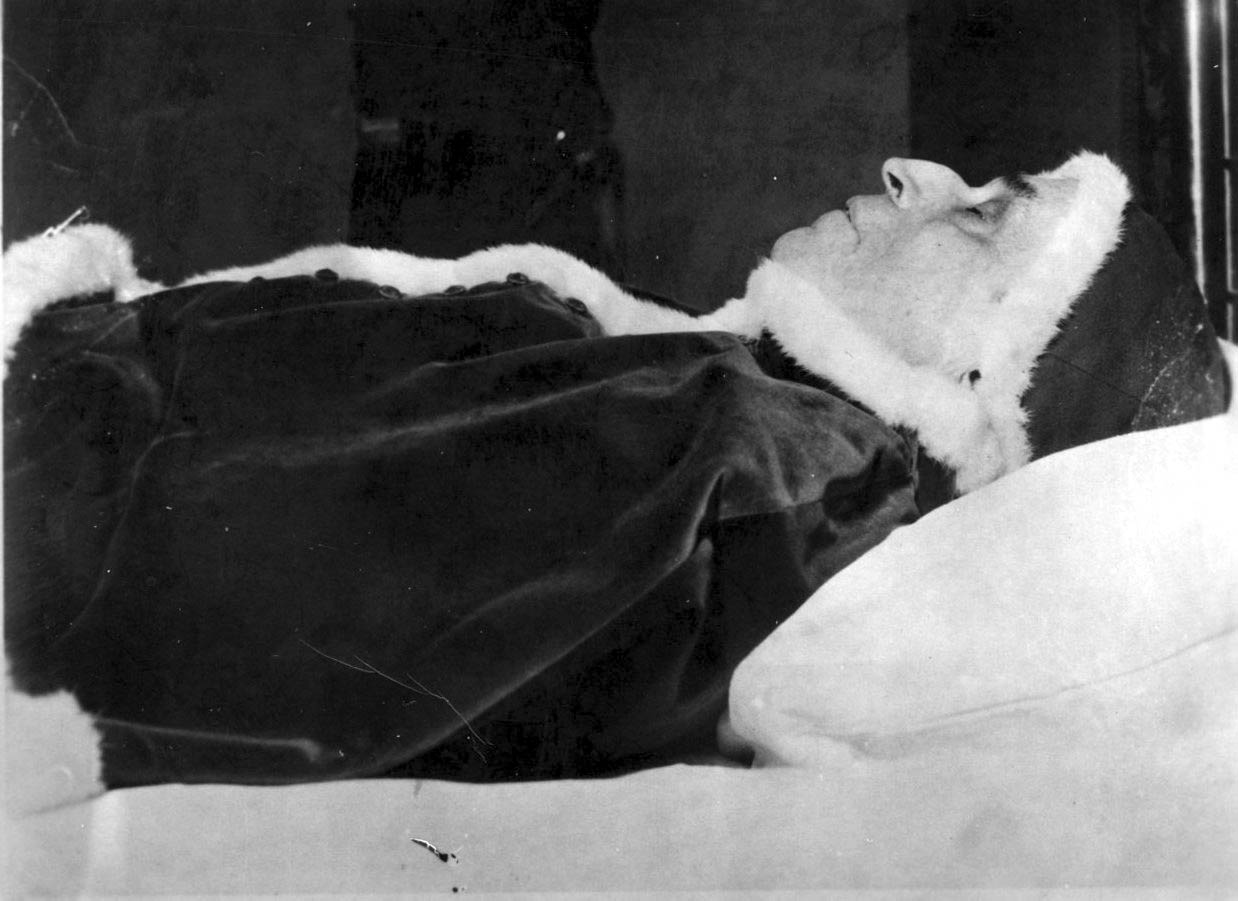
Le pape Pie XII sur son lit de mort à Castel Gandolfo, le 10 octobre 1958.

Après une série de réunions, le dimanche 5 octobre 1958, dans sa résidence d'été de Castel Gandolfo, le pape souffre de douloureuses complications. Il essaie de continuer à exercer ses fonctions entre des intervalles de repos. Le lendemain matin, vers 8 h 30, il est victime d'un accident vasculaire cérébral. Les médecins pompent son estomac. Il reçoit les derniers sacrements. Le mardi, son état de santé s'améliore. On rapporte qu'à son réveil, les religieuses ouvrent la porte de la chapelle papale pour qu'il puisse les voir et les entendre prier, ou que, quand ses serviteurs ont ouvert la fenêtre de sa chambre, au soir, le pape regarde les étoiles et dit doucement : « Regardez, comme il est beau, comme notre Seigneur est grand ». Il reçoit même des visiteurs. Mais, le 8 octobre il subit un deuxième accident vasculaire cérébral et au milieu de l'après-midi, ses médecins signalent un grave collapsus cardio-pulmonaire. À 15 h, les médecins pensent que la mort est imminente. Le soir, devant les symptômes d'une pneumonie, les médecins lui apportent de l'oxygène et du plasma sanguin. Sa température ne cesse d'augmenter et sa respiration devient difficile. À 3 h 52 du matin, le jeudi 9 octobre 1958, jour de la fête de saint Denis de Paris, le pape Pie XII lance un dernier sourire, baisse la tête et meurt au terme d’un long pontificat de presque vingt ans, à Castel Gandolfo, résidence d’été des papes, à l’âge de 82 ans. Ses derniers mots auraient été : « Priez. Priez pour que cette situation regrettable pour l'Église puisse prendre fin ». La cause officielle du décès a été enregistrée comme étant une insuffisance cardiaque aiguë (de ne pas s'être assez ménagé selon son médecin).
Son corps, exposé d’abord dans la salle des Suisses de la résidence, est ensuite transféré à Rome lors d’un cortège solennel traversant la ville, suivi par la famille du pape, de hauts dignitaires de l’Église et une foule recueillie. À la basilique Saint-Pierre, le corps est exposé trois jours pour permettre à des milliers de fidèles de lui rendre un dernier hommage.
Les funérailles de Pie XII, marquées par une affluence considérable, sont restées tristement célèbres en raison d’un embaumement raté : son médecin personnel, Riccardo Galeazzi-Lisi, utilise une méthode expérimentale à base d’huile et de plastique, respectant la volonté du pape de ne pas être vidé de ses organes. Cette technique, combinée à une chaleur inhabituelle, provoque une décomposition rapide et visible du corps, qui noircit et se détériore sous les yeux du public, allant jusqu’à l’explosion de la poitrine à cause des gaz de putréfaction, ce qui choque les fidèles et le clergé. L’odeur devient si insoutenable que la garde doit être relevée toutes les quinze minutes. Le 14 octobre, la cérémonie d’inhumation se déroule devant un millier de personnes dans la basilique Saint-Pierre, en présence de cardinaux venus du monde entier, de diplomates, de membres de la noblesse romaine et de la famille pontificale. Le corps du pontife défunt, revêtu des ornements pontificaux, est placé dans un triple cercueil et accompagné de médailles frappées à son effigie et d’un parchemin relatant son pontificat. Après l’absoute et l’éloge funèbre, le cercueil est descendu dans la nécropole papale de la basilique, où Pie XII rejoint ses prédécesseurs.
Les indiscrétions de son médecin permettent la publication de photos prises sur son lit de mort et le cardinal Tisserant fait procéder très rapidement au départ de la sœur Pascalina (à laquelle il reprochait un contrôle de plus en plus étroit de l'accès au pape).
Son successeur Jean XXIII, élu le 28 octobre 1958, procède rapidement à un changement d'état d'esprit, par le choix de son nom, divers gestes protocolaires, comme la fin de l'usage de manger seul, l'appel à l'Aggiornamento et au concile Vatican II, ce qui provoque une surprise dans la curie. Certes, un concile avait été envisagé en 1948 par Pie XII (le précédent concile avait été suspendu en 1870) mais avec un contenu différent (dogme de l'Assomption) et l'idée avait été écartée par Pie XII au profit du magistère de l'infaillibilité. D'après Tardini et le jésuite Riccardo Lombardi, Pie XII l'aurait toutefois envisagée pour son successeur.

## Les débats autour des «silences dePieXII»
Une polémique sur les « silences de Pie XII » au sujet du génocide entache, dès les années 1950, l'image de Pie XII. Elle s'accompagne d'un débat historiographique. D'abord positive, l'image du pape, en particulier dans la communauté juive, est affectée en 1963, par la pièce de théâtre de Rolf Hochhuth (Le Vicaire) qui relance la polémique sur ses silences. À la fin des années 1990 au moment du procès en béatification, en particulier autour du mémorial Yad Vashem, la polémique réapparaît et finit par se concentrer sur la question de l'ouverture des archives vaticanes.

### La question du «silence» avant la mort dePieXII

#### Les reproches de Mauriac et Maritain
En 1939, le pape ne condamne ni l'invasion de la Tchécoslovaquie, ni celle de la Pologne, ni le Pacte germano-soviétique. Dès mai 1939, Emmanuel Mounier dénonce « les silences de Pie XII ». Les Alliés font pression pour qu'il condamne explicitement les invasions et les exactions nazies. Même si Pie XII dénonce les atrocités et les persécutions du régime national-socialiste allemand à la fin de la guerre, la faiblesse de sa dénonciation du génocide, du nazisme et de l'antisémitisme fait l'objet de diverses critiques dont celle des Soviétiques et celle de Paul Claudel, le 13 décembre 1945, écrivant à Jacques Maritain, ambassadeur de France au Saint-Siège : « Rien actuellement n'empêche plus la voix du pape de se faire entendre. Il me semble que les horreurs sans nom et sans précédent dans l'Histoire commises par l'Allemagne nazie auraient mérité une protestation solennelle du vicaire du Christ. Il semble qu'une cérémonie expiatoire quelconque, se renouvelant chaque année, aurait été une satisfaction donnée à la conscience publique… Nous avons eu beau prêter l'oreille, nous n'avons entendu que de faibles et vagues gémissements ». Dans sa correspondance, Jacques Maritain déplore cette absence de prise de position comme François Mauriac qui s'adresse directement au pape : « Nous n'avons pas eu la consolation d'entendre le successeur du Galiléen, Simon-Pierre, condamner clairement, nettement et non par des allusions diplomatiques, la mise en croix de ces innombrables « frères du seigneur ». Jules Isaac s'en prend à l'« enseignement du mépris » par l'Église catholique. Il obtient de Pie XII, après la conférence de Seelisberg, que la réforme liturgique de 1955 supprime l'« offense du geste », c'est-à-dire l'omission de l'agenouillement lors de la prière pour les Juifs, mais l'« offense des mots », avec l'adjectif « perfides », reste inchangée jusqu'à Jean XXIII.

#### Les ouvrages de Léon Poliakov

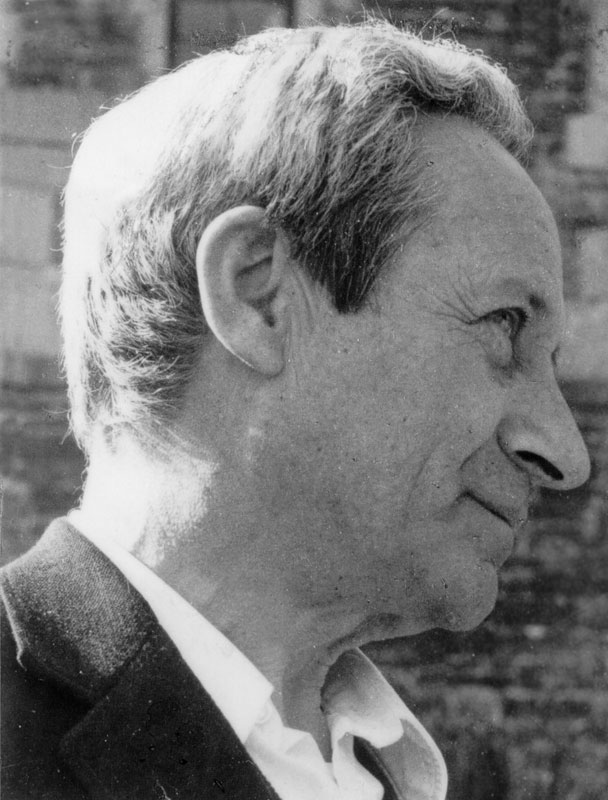
Léon Poliakov.

L'historien de l'antisémitisme, Léon Poliakov, publie en 1951 Le Bréviaire de la Haine consacré aux rouages de la politique d'extermination nazie (dernière réédition en 1993). Préfacés par François Mauriac qui s'y désole du silence gardé par le pape durant la période nazie et la Seconde Guerre mondiale, ses travaux sont les premiers à se pencher sur l'attitude du pape durant la Seconde Guerre mondiale.
Pour lui, les sources disponibles (en particulier les notes de l'ambassadeur du Troisième Reich auprès du Vatican, Ernst von Weizsäcker, qui se félicite que « bien que pressé de toutes parts, le Pape ne s'est laissé entraîner à aucune réprobation démonstrative de la déportation des Juifs de Rome […] Il a également tout fait dans cette question délicate pour ne pas mettre à l'épreuve les relations avec le gouvernement allemand ») accréditent la thèse d'une indécision de Pie XII entre une opposition prudente et discrète, une neutralité gênée, et un double-jeu à la limite de la complicité passive. Cela tranche avec son opposition nette aux régimes communistes. Dans son article « Le Vatican et la question juive », Léon Poliakov reconnaît que « payant d'exemple, Pie XII mit personnellement plusieurs kilos d'or à la disposition de la communauté juive de Rome, lorsqu'une contribution exorbitante fut exigée de celle-ci en septembre 1943 » et que « tout au long des neuf mois que dura l'occupation allemande de Rome, des dizaines de Juifs romains trouvèrent abri et protection dans les édifices et bureaux du Vatican », mais il estime que le pape était plutôt « diplomate » (par opposition à son prédécesseur « militant »). En termes de « protestations publiques et de condamnations de principe, […] rien de pareil à certaines manifestations de Pie XI (que l'on se souvienne du célèbre « nous sommes tous spirituellement des sémites… ») ne fut entrepris à Rome sous le pontificat de Pie XII ». Quoique l'information sur l'étendue de l'entreprise d'extermination soit parvenue très tôt au plus haut de la hiérarchie catholique et des gouvernements alliés, il trouve les condamnations publiques très mesurées. Eugenio Pacelli agit en tension : son rôle en tant que pape, « Vicaire du Christ », le pousse à prendre en compte la protection des catholiques, les enjeux diplomatiques voire économiques du Vatican, la crainte d'une victoire du communisme, bref, l'évolution de la guerre à l'échelle mondiale. « Face à la terreur hitlérienne, les Églises déployèrent sur le plan de l'action humanitaire immédiate, une action inlassable et inoubliable, avec l'approbation ou sous l'impulsion du Vatican » mais « l'immensité des intérêts dont le Saint Père avait la charge, les puissants moyens de chantage dont disposaient les nazis à l'échelle de l'Église Universelle, contribuaient sans doute à l'empêcher de prononcer en personne cette protestation solennelle et publique qui, cependant, était ardemment attendue par les persécutés. Il est pénible de constater que tout le long de la guerre, tandis que les usines de la mort tournaient tous fours allumés, la papauté gardait le silence. Il faut toutefois reconnaître qu'ainsi que l'expérience l'a montré à l'échelle locale, des protestations publiques pouvaient être immédiatement suivies de sanctions impitoyables […] Qu'aurait été l'effet d'une condamnation solennelle prononcée par l'autorité suprême du catholicisme ? La portée de principe d'une attitude intransigeante en la matière aurait été immense. Quant à ses conséquences pratiques, immédiates et précises, tant pour les œuvres et institutions de l'Église catholique que pour les Juifs eux-mêmes, c'est une question sur laquelle il est plus hasardeux de se prononcer ».

#### Des appréciations positives dans les années 1940 et 1950
Toutefois, le pape fait l'objet d'appréciations positives de la part d'autorités de la communauté juive. Dès 1940, un an après son élection, Albert Einstein, dans le magazine Time, déplore le silence de la presse et des universités, par opposition à « la lutte de l'Église pour la liberté et la vérité ». Au lendemain de la guerre, de nombreux témoignages de reconnaissance sont adressés au Pape. Ainsi le Congrès juif mondial a exprimé officiellement sa gratitude envers Pie XII.,. Le grand rabbin de Jérusalem, Isaac Herzog, déclare en 1944 : « Ce que votre Sainteté et ses éminents délégués […] font pour nos frères et sœurs […], le peuple d'Israël ne l'oubliera jamais ». En 1958, Golda Meir, ministre des Affaires étrangères d'Israël, déclare à l'occasion du décès de Pie XII : « Quand le terrible martyre de notre peuple arriva, pendant la décennie de la terreur nazie, la voix du Pape s’éleva pour les victimes […] Nous pleurons un grand serviteur de la paix ». Elio Toaff Grand rabbin de Rome déclare : « Les juifs se souviendront toujours de ce que l'Église a fait pour eux sur l'ordre du pape au moment des persécutions raciales » et son prédécesseur, Israel Zolli (converti, avec son épouse, au catholicisme, sous le prénom d'Eugénio Pio), explique les raisons de son admiration envers Pie XII: « La rayonnante charité du Pape, penché sur toutes les misères engendrées par la guerre, sa bonté pour mes coreligionnaires traqués, furent pour moi l'ouragan qui balaya mes scrupules à me faire catholique » dans son autobiographie Prima dell'alba, publiée en 1954.

### PieXIIcomplice par son silence? La polémique des années 1960
Après la mort du pape, dans le contexte de la guerre froide et de Vatican II d'une part, et de la réflexion sur la notion de devoir de mémoire d'autre part, à partir de 1963, l'accusation est portée contre Pie XII d'avoir cautionné par son « silence » les agissements nazis.

#### Les ouvrages de Saul Friedländer
Saul Friedländer systématise et approfondit les recherches de Léon Poliakov en particulier dans Pie XII et le IIIe Reich (1964 au Seuil) où il « confirme scientifiquement les thèses de Hochhuth ». Dans L'Allemagne nazie et les Juifs, Saul Friedländer, se demandant pourquoi Hitler n'a pas reculé dans ses plans d'extermination du peuple juif comme il l'avait fait pour l'élimination des « aliénés ». S'appuyant surtout sur les documents diplomatiques allemands, il ne trouve « qu'une seule réponse vraisemblable : Hitler et ses acolytes devaient être convaincus que le pape ne protesterait pas ».
Début 1943, les rapports diplomatiques de Bergen, l'ambassadeur allemand au Vatican, indiquent un entretien au cours duquel le pape s'engage à ne pas se mêler des actions allemandes, sauf si des mesures étaient prises qui « le forceraient à parler pour remplir les obligations de sa charge » — Il tolérerait même quelques débordements qui seraient réglés après la fin de la guerre, par crainte d'affaiblir l'Allemagne dans sa lutte contre le bolchevisme. En février-mars 1943, dans son journal intime, Goebbels, le ministre nazi de la Propagande, identifie à trois reprises cette opposition entre nazisme et bolchevisme comme un atout dont son gouvernement doit se servir dans ses rapports avec la Curie. Le 5 juillet 1943, à son arrivée au Vatican, le nouvel ambassadeur allemand Weizsäcker confirme que le pape lui réitère « son affection pour l'Allemagne et le peuple allemand, […] parle de son expérience avec les communistes à Munich en 1919 […] et condamne la formule absurde [des États-Unis] de « reddition sans condition » exigée [de l'Allemagne] ». L'ambassadeur voit dans le discours du pape « la forme d'une reconnaissance des intérêts communs avec le Reich au moment où a été évoqué le combat contre le bolchevisme ». Après la chute de Mussolini, le 23 juillet 1943, qui entraîne l'arrivée des troupes allemandes en Italie, la peur du communisme grandit au Vatican avec le risque que la résistance communiste prenne de l'ampleur et gagne en popularité puisqu'elle s'oppose désormais à des forces d'occupation étrangères. Weizsäcker informe ses supérieurs qu'il a eu connaissance de trois notes de la Curie datées du jour de la chute de Mussolini, où le cardinal Maglione assure que « l'avenir de l'Europe dépend d'une résistance victorieuse de l'Allemagne sur le front russe. L'armée allemande est le seul rempart possible contre le bolchevisme. Si celui-ci s'écroule, le sort de la culture européenne est scellé ». L'ambassadeur discute avec un diplomate bien introduit dans la Curie qui lui affirme que « le pape condamnait tous les plans qui visaient à un affaiblissement du Reich. Un membre de la Curie dit que, de l'avis du pape, une Allemagne forte était absolument essentielle pour l'Église catholique ». À Berlin même, le secrétaire d'État allemand Gustav Adolf Steengracht von Moyland rapporte que le nonce Orsenigo s'est mis à disserter de son propre chef sur la menace que le communisme fait peser sur le monde et sur le fait que seuls le Vatican sur le plan spirituel et l'Allemagne sur le plan matériel peuvent la contrer efficacement.
Ces messages constamment répétés conduisent Goebbels et Hitler, au cours d'une discussion qu'ils ont le 7 août 1943, à considérer que Pie XII peut « être considéré à coup sûr comme un bon ami de l'Allemagne » où il a passé quatorze ans, et qu'il est clair qu'il préfère le national-socialisme au bolchevisme. « En tout cas, il n'a pas tenu de propos malveillants contre le fascisme ni contre Mussolini ».

#### Une pièce de théâtre polémique
La polémique éclate sur la place publique en 1963 avec la pièce de théâtre Le Vicaire, œuvre du dramaturge allemand Rolf Hochhuth,, jouée en Allemagne en 1963. La thèse de l'auteur est avant tout que le pape aurait pu en faire plus.
La pièce, traduite en 20 langues, connaît un grand succès international et soulève d'innombrables questions, dont celle des archives. Le Vatican répond d'abord qu'il faut cinquante ans pour ouvrir les archives, puis en 1964, Paul VI en ouvre une partie à quatre historiens : Pierre Blet, Angelo Martini, Burkhart Schneider et Robert A. Graham. Les travaux de l'historien Saul Friedländer reprennent encore plus précisément la thèse de la passivité formulée par Léon Poliakov.
En 2002, le film Amen., du réalisateur gréco-français Costa-Gavras, directement inspiré du Vicaire, relance la polémique. Cinq ans plus tard, un officier de la DIE (services d'espionnage roumains) passé à l'Ouest en 1978 et recruté par la CIA américaine, Ion Mihai Pacepa, affirme que le général soviétique Ivan Agayants, chef du service de désinformation du KGB, aurait conçu en 1963 un plan contre Pie XII en produisant une pièce de théâtre s'appuyant sur de prétendues archives afin de le discréditer. L'auteur officiel, Rolf Hochhuth, aurait juste repris pour Le Vicaire un script inventé par Agayants sur la base de documents envoyés à Moscou par des espions roumains qui auraient réussi à infiltrer les archives du Vatican en 1960 et 1962), et ne se serait pas inspiré du témoignage de Kurt Gerstein, pourtant personnage central de l'œuvre.
Si le Vatican estime que l'écriture du Vicaire a fortement été influencée par son premier metteur en scène, Erwin Piscator, et plus généralement « par les communistes et les adversaires de l'Église », il met fortement en doute les « révélations » de Pacepa, qui contiennent des invraisemblances flagrantes sur la façon dont les services roumains se seraient procuré leur documentation.

### La polémique au moment de la béatification

#### Le débat sur les archives et la polémique sur la responsabilité du pape
Après la polémique sur le Vicaire, Paul VI autorise des chercheurs internationaux à publier onze volumes d'archives entre 1965 et 1981 (Actes et documents du Saint-Siège relatifs à la Seconde Guerre mondiale). Il défend son prédécesseur lors de la sortie d'un film sur le massacre des Fosses ardéatines qui l'accuse d'inaction. En 1981, un article de L'Osservatore Romano juge qu'« il est vrai que Pie XII, accusé d'être un pape diplomate, n'a pas pratiqué la grande diplomatie. Il ne s'est pas adressé aux belligérants pour exiger la fin des combats […], il n'a pas excommunié, il n'a pas prononcé de condamnation solennelle à l'encontre des crimes et des criminels nazis ».
Lors du procès en béatification, la polémique sur les archives et les silences est relancée par le document « Souvenons-nous : Une réflexion sur la Shoah », publié à Rome le 18 mars 1998, qui demande pardon pour « ceux qui n'ont pas été suffisamment forts pour élever des voix de protestation », tout en soulignant « ce que le pape Pie XII fit personnellement ou par l'intermédiaire de ses représentants pour sauver des centaines de milliers de vies juives ».
Les archives du pontificat de Pie XI (1922/1939) sont rendues accessibles en 2006. Pour celles de Pie XII, environ 16 millions de feuillets conservés aux Archives secrètes du Vatican, la publication n'aurait lieu que vers 2014-2015.
Des travaux modifient l'historiographie : l'historien israélien Pinchas Lapide affirme que l'Église a pu, par son action charitable, sauver d'une mort certaine environ 850 000 Juifs habitant les territoires occupés par le Troisième Reich. Pourtant, ce chiffrage est contesté, si l'on considère que les survivants à la Shoah ont été sauvés par la charité des paroissiens, des religieux ou du pape : Lapide l'obtient en retirant du nombre total de rescapés ceux qui ont été sauvés dans les terres orthodoxes ou protestantes. Lui-même, en 1963, n'en comptait que 150 000 à 400 000.

#### La défense de Pie XII
En 1999, le très défavorable Pape de Hitler de John Cornwell réactive la thèse de Saul Friedländer. Le rabbin David Dalin répond, en 2005, par son ouvrage Pie XII et les Juifs. Le mythe du pape d'Hitler, où au contraire, il déclare que « jamais Pacelli n'a parlé avec Adolf Hitler ni ne l'a rencontré ». Il met en avant le rôle d'un pape « diplomate » condamnant régulièrement le nazisme, sauvant de nombreux juifs par de nombreuses actions diplomatiques et charitables et conclut par une demande reconnaissance comme « Juste parmi les nations ». Cette proposition reçoit un accueil contrasté.
Myriam, la fille du rabbin Israel Zolli, converti au catholicisme, défend Pie XII : « Pacelli et mon père étaient des figures tragiques dans un monde où toute référence morale avait disparu. Le gouffre du mal s’était ouvert, mais personne ne le croyait, et les grands de ce monde — Roosevelt, Staline, de Gaulle — étaient silencieux. Pie XII avait compris que Hitler n’honorerait de pactes avec personne, que sa folie pouvait se diriger dans la direction des catholiques allemands ou du bombardement de Rome, et il agit en connaissance de cause. Le pape était comme quelqu’un contraint à agir seul parmi les fous d’un hôpital psychiatrique. Il a fait ce qu’il pouvait. Il faut comprendre son silence dans le cadre d’un tel contexte, non comme une lâcheté, mais comme un acte de prudence »,.
En France, Serge Klarsfeld et Bernard-Henri Lévy, écartent les critiques. Ce dernier s'étonne, dans le magazine Le Point du 21 janvier 2010, « pour l'heure, on doit à l'exactitude historique de préciser qu'avant d'opter pour l'action clandestine et le secret, avant d'ouvrir donc, sans le dire, ses couvents aux juifs romains traqués (…), le « silencieux » Pie XII prononça des allocutions radiophoniques (…) qui lui valurent, après sa mort, l'hommage d'une Golda Meir qui savait ce que parler veut dire, et qui ne craint pas de déclarer : « pendant les dix ans de la terreur nazie, alors que notre peuple souffrait un martyre effroyable, la voix du pape s'était élevée pour condamner les bourreaux » ».
Le débat s'élargit au grand public (importante production d'ouvrages, publications internet, pétitions, etc.) opposant à la « légende noire » de Pie XII une « légende dorée » de l'institution catholique et de ses pontifes mais dont la tonalité hagiographique dessert la cause qu'elle veut défendre. D'autres éclairages sont proposés : ainsi Michael Hesemann suppose que Pie XII aurait été influencé par le souvenir de la contre-productivité des courriers du pape Benoît XV auprès du sultan Mehmed V au moment du génocide arménien qui n'auraient fait qu'aggraver la situation,.

#### Le mémorial Yad Vashem
Symbole de cette polémique, en 2005, le musée du mémorial de Yad Vashem fait figurer la photo de Pie XII parmi « ceux dont on devrait avoir honte pour ce qu'ils ont fait contre les juifs » reprenant la thèse de sa passivité. En 2007, le nonce, représentant du Vatican en Israël, Antonio Franco, menace de boycotter les cérémonies annuelles pour protester et le président du Mémorial, Avner Shalev, répond que « Yad Vashem se dédie à la recherche historique et […] présente la vérité historique sur le pape Pie XII telle qu'elle est connue par les chercheurs aujourd'hui. Yad Vashem a dit au représentant du Vatican qu'il était prêt à continuer d'examiner le sujet, en soulignant que si on lui y donne accès, il étudierait avec plaisir les archives de Pie XII, afin de prendre éventuellement connaissance d'éléments nouveaux ». Le nonce revient alors sur sa décision de boycott. En 2009, le comité français pour Yad Vashem prend nettement position contre la béatification. Mais après un atelier scientifique en mars 2009 avec l’Institut de théologie salésienne des Saints-Pierre-et-Paul à Jérusalem, la direction du mémorial confirme que sa position pourrait changer au vu de nouvelles archives. Le ton change en 2011 : l'ambassadeur d'Israël auprès du Saint-Siège Mordechai Lewy rappelle, lors de la reconnaissance comme « juste parmi les nations » du prêtre italien Gaetano Piccinini, que les couvents et monastères catholiques ont abrité des rescapés de la rafle du Ghetto de Rome le 16 octobre 1943 avec l'accord et le soutien de la plus haute hiérarchie vaticane pour conclure que « ce serait donc une erreur de dire que l'Église catholique, le Vatican et le pape lui-même n'ont rien voulu faire pour sauver des Juifs. C'est le contraire qui est vrai ». Le musée annonce le 1er juillet 2012 qu'« en suivant les recommandations de l’Institut international pour la recherche sur l’Holocauste de Yad Vashem, a été remis à jour le panneau relatif aux activités du Vatican et du Pape Pie XII pendant la période de la guerre. Cette remise à jour reflète les recherches accomplies au cours des dernières années et présente un cadre plus complexe par rapport au précédent » et ajoute que ce n’est pas le résultat de pressions du Vatican. La légende de la photographie du pape souligne alors : « La réaction de Pie XII, Eugenio Pacelli, à l’assassinat des juifs au cours de l’Holocauste est l’objet de controverses parmi les chercheurs ».

#### Archives déclassifiées en 2020
En 2020, le pape François déclassifie des milliers d'archives inédites relatives à la période de règne du pape Pie XII; mais après quelques jours, l'épidémie de Covid-19 interrompt les recherches. David Kertzer (The Pope at War : the Secret History of Pius XII, Mussolini, and Hitler, 2022) fait, selon le Vatican, une lecture à charge des documents (sur une négociation en 1940 avec des envoyés de Hitler ou sur le contexte de l'encyclique Summi Pontificatus, ainsi que sur l'attitude du pape en octobre 1943), ce qui lui vaut une réponse de l'Osservatore Romano.

## Magistère et pastorale dePieXII

### Le magistère

#### Encycliques dePieXII
Pie XII a promulgué quarante-et-une encycliques au cours de ses dix-neuf années de pontificat.

##### Summi Pontificatuset le rôle du pape
Première encyclique (octobre 1939), elle donne le ton de son enseignement socio-politique et explique le rôle de la papauté dans la société moderne, définissant aussi clairement la position doctrinale de l'église face aux régimes politiques et en particulier aux États totalitaires. Se souvenant de la consécration du genre humain au Sacré-Cœur, Pie XII explique les malheurs des temps par l'abandon, dans les sociétés modernes devenues matérialistes, de l'inspiration du Christ Roi. Cette déviance les a conduites à idolâtrer, au lieu de la famille humaine faite à l'image de Dieu, soit les faux progrès de la raison libérale sans Dieu, soit un État survalorisant la Nation, l'Ethnie ou la lutte des classes. La guerre montre l'échec de l'illusion du progrès sans Dieu. La solution ne peut venir des armes, la loi juste ne peut venir de la seule démocratie : la solution doit s'appuyer sur l'incarnation divine. Le rôle du pape est de condamner les erreurs et de proclamer depuis la Chaire de Saint Pierre le Christ Roi, non qu'il s'agisse de gouverner le temporel, mais bien de répandre sur la planète l'incarnation du message de Paix et d'Amour. Les laïcs doivent le relayer en particulier dans l'éducation des familles. L'État ne doit pas les dominer par une éducation sans Dieu.

##### Mystici Corporis Christiet l'ecclésiologie
Cette encyclique paraît le 29 juin 1943, en des temps particulièrement troublés. Pie XII y développe une théologie de l'Église comme corps mystique du Christ.

##### Divino Afflante Spirituet l'exégèse
Dans cette encyclique publiée le 30 septembre 1943, le pape donne à l'exégèse sa norme de liberté en distinguant les différents genres littéraires dans l'Écriture.

##### Mediator Deiet la réforme de la liturgie
Le 20 novembre 1947, Pie XII publie l'encyclique Mediator Dei, consacrée à la liturgie qui « se développe selon les circonstances et les besoins des chrétiens. »
Ce document insiste sur la nature de la liturgie, qui n'est pas seulement un culte public, extérieur, mais surtout un culte intérieur qui s'enracine dans la piété des fidèles (« que ce que nous professons dans nos observances extérieures, s’accomplisse réellement dans notre intérieur »). L'encyclique insiste ainsi sur l'importance de la coopération humaine à l'action divine : « l’Église cherche à faire pénétrer cet esprit dans toute la vie privée, conjugale, sociale et même économique et politique, afin que tous ceux qui portent le nom d’enfants de Dieu puissent plus facilement atteindre leur fin. »
Ce document marque le début d'une entreprise de réforme de la liturgie romaine. Pour le pape Pie XII, un tel mouvement de réforme doit se faire dans le respect d'une certaine continuité, d'une évolution organique de la liturgie ; l'initiative des adaptations doit en outre respecter un principe hiérarchique fort.
Par exemple, le pape n'exclut pas l'usage d'autres langues que le latin : « Dans bien des rites cependant, se servir du langage vulgaire peut être très profitable au peuple : mais c’est au seul Siège apostolique qu’il appartient de le concéder ». Il s'oppose en revanche à « l'excessive et malsaine passion des choses anciennes » : « il n'est pas sage ni louable de tout ramener en toute manière à l'Antiquité ». Il condamne par là l'archaïsme liturgique qui, sous couleur de retour aux sources, est un procédé de rupture avec la tradition.
Pour mettre en œuvre ces idées générales, Pie XII met en place le 28 mai 1948 une commission pontificale pour la réforme liturgique (dont le secrétaire est Annibale Bugnini, qui jouera plus tard un rôle clé dans la réforme liturgique issue de Vatican II). Cette commission mena à bien une réforme du rite romain de la Semaine sainte et de la vigile pascale. Elle poursuivit ses travaux au cours des pontificats suivants.

##### Humani Generis, la Nouvelle Théologie et la théorie de l'évolution

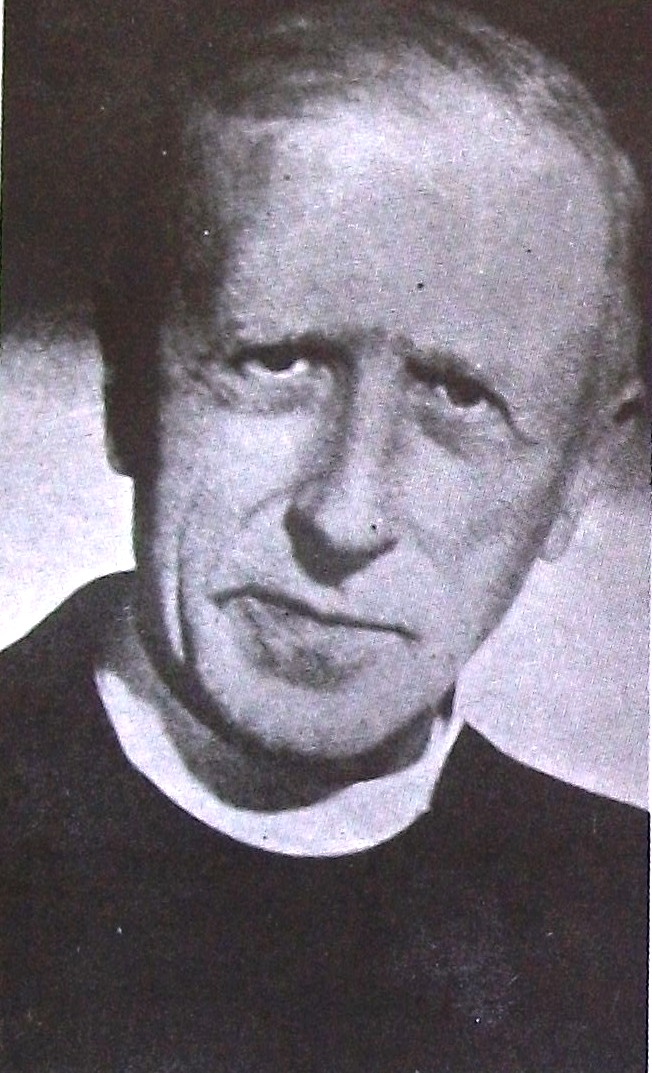
Pierre Teilhard de Chardin, paléontologue chrétien évolutionniste.

Dans cette encyclique publiée le 12 août 1950, Pie XII fait la critique d'un certain nombre de « fausses opinions qui menacent de ruiner les fondements de la doctrine catholique ».
Sans formuler de condamnation précise, il expose ses critiques et mises en garde contre le courant de la Nouvelle Théologie. Il l'accuse de favoriser une forme de relativisme et d'ignorer certains enseignements traditionnels. Le pape expose le point de vue que les théologiens doivent se placer d'abord au service du magistère de l'Église, dans une démarche de développement organique.
L'encyclique évoque également la doctrine de l'évolution : cette théorie n'entre pas en opposition avec la doctrine catholique, « dans la mesure où elle recherche l'origine du corps humain à partir d'une matière déjà existante et vivante — car la foi catholique nous ordonne de maintenir la création immédiate des âmes par Dieu ». En revanche, le polygénisme est clairement rejeté.

##### Haurietis aquas in Gaudio, sur le Sacré-Cœur
Dans cette encyclique publiée en 1956, Pie XII produit une synthèse de référence sur le sens de la spiritualité du Sacré-Cœur. Pie XII y définit le mystère du cœur de Jésus comme le mystère de l'amour miséricordieux du Christ et de la Trinité tout entière, Père, Fils et Saint Esprit, envers l'humanité.

#### Utilisation de l'infaillibilité: le dogme de l'Assomption
Pie XII a proclamé le dogme de l'Assomption de la Vierge Marie par la constitution apostolique Munificentissimus Deus du 1er novembre 1950. Cette initiative fait suite à un siècle d'intense réflexion théologique sur la Vierge Marie. Elle confirme aussi officiellement la célébration du mystère de l'Assomption, présente depuis des siècles dans l'Église.

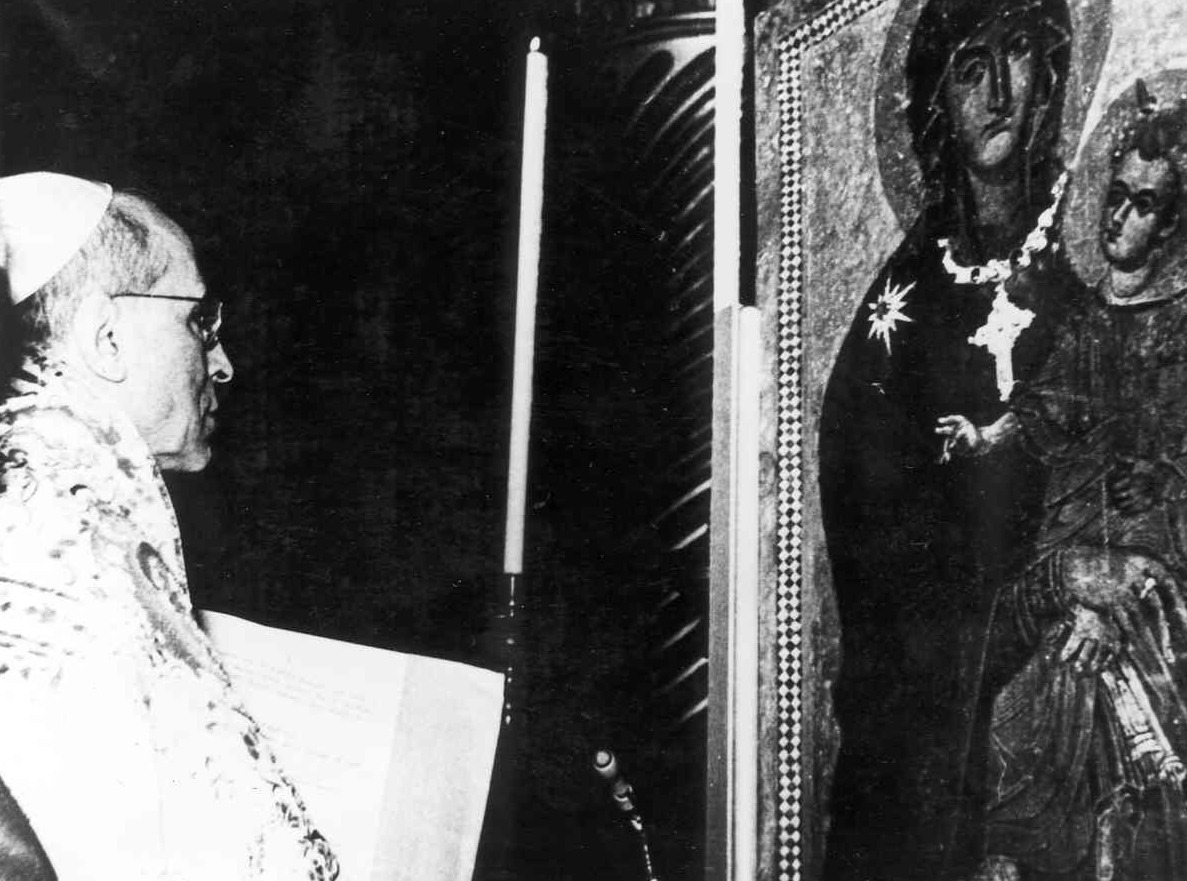
Couronnement de la Vierge du Salus populi à Rome (1954).

La proclamation du dogme a aussi été précédée de nombreuses demandes émanant des églises locales. De 1854 à 1945, huit millions de fidèles catholiques ont écrit en ce sens. Lettres auxquelles on peut ajouter les pétitions de 1 332 évêques, et de 83 000 prêtres, religieuses et religieux. La proclamation du dogme, clôture l'année jubilaire de 1950 et est accompagnée de célébrations importantes.
Ce dogme se définit ainsi : n'ayant commis aucun péché, Marie est directement montée au paradis à sa mort, avec son âme et aussi avec son corps. En effet, étant épargnée par le péché originel (c'est le dogme de l'immaculée Conception défini en 1854), rien n'oblige son enveloppe charnelle à attendre la résurrection des corps à la fin des temps. « Nous affirmons, Nous déclarons et Nous définissons comme un dogme divinement révélé que l’Immaculée Mère de Dieu, Marie toujours vierge, après avoir achevé le cours de sa vie terrestre, a été élevée en corps et âme à la vie céleste ». (Pie XII, Constitution apostolique Munificentissimus Deus, 1er novembre 1950).
En proclamant le dogme de l'Assomption, Pie XII a exercé, après consultation des évêques du monde entier, son infaillibilité pontificale. C'est la seule fois, depuis la proclamation du dogme de l'infaillibilité pontificale en 1870 lors du concile Vatican I, qu'un pape a procédé à une définition dogmatique couverte par son infaillibilité.

#### Autres prises de position

##### Régulation naturelle des naissances
Contrairement à l'Église anglicane qui autorise la contraception de plus en plus largement depuis la conférence de Lambeth de 1930, Pie XII maintient l'enseignement de l'encyclique Casti connubii de son prédécesseur Pie XI, sur la chasteté dans le mariage. Toutefois dans son discours au congrès de l'Union catholique italienne d'obstétrique du 29 octobre 1951, il reconnaît officiellement la possibilité du contrôle des naissances en permettant la continence durant la période féconde du cycle menstruel. Cette possibilité avait été en fait déjà reconnue au siècle précédent, mais seulement à l'occasion de questions posées à la Pénitencerie apostolique.
Dans un discours du 8 janvier 1956, il se déclare favorable aux méthodes psychologiques d'accouchement sans douleur, arguant que « tout en punissant Ève, Dieu ne veut pas interdire, et n'interdit pas aux mères, l'utilisation des moyens appropriés pour effectuer l'accouchement plus facile et moins douloureux ».

##### Sur les premières questions de bioéthique
Dans de nombreux discours, Pie XII s'est prononcé sur les aspects moraux de nouvelles techniques médicales disponibles. Ainsi, le 13 mai 1956, il indique que les prélèvements et greffes d'organes sont licites (en précisant des conditions de respect de la dignité humaine). Il affirme également qu'il est « licite de supprimer la douleur au moyen de narcotiques, même avec pour effet d'amoindrir la conscience et d'abréger la vie », ce qui permettra à ses successeurs de considérer légitime l'usage des soins palliatifs.

##### Sur la théorie du big bang
Dans un discours du 22 novembre 1951 où il fait référence à la théorie cosmologique du Big Bang Pie XII déclare :
- « Il semble en vérité que la science d'aujourd'hui, remontant d'un trait des millions de siècles, ait réussi à se faire le témoin de ce Fiat Lux initial »[170].

Cette position, de type concordiste (qui cherche à faire une synthèse entre la foi et la science) fut corrigée en 1952 par Pie XII, à la suite de sa rencontre avec le chanoine Georges Lemaître, un des créateurs de la théorie du Big Bang.

##### Sur la question des migrations humaines
Pie XII publie la constitution apostolique Exsul familia Nazarethana le 1er août 1952. Inscrite dans le contexte des déplacements de population massifs consécutifs à la Seconde Guerre mondiale, elle fait un bilan des secours apportés par les catholiques et le Saint-Siège depuis le début de la guerre.
Surtout, il s'agit du premier document officiel du Saint-Siège qui aborde de manière globale et systématique le problème de l’aide en faveur des migrants. Appliquant le principe de destination universelle des biens, un des éléments-clés de la doctrine sociale de l'Église, il reconnaît un droit naturel des familles à l'immigration : « Il est inévitable que certaines familles soient obligées de se déplacer, à la recherche d'une nouvelle terre d'accueil. Alors – selon l'enseignement de Rerum Novarum – le droit de cette famille à un espace de vie est reconnu. Lorsque cela se produit, la migration atteint son objectif naturel, ainsi que le montre l'expérience. Nous entendons par là la distribution la plus favorable des hommes sur la surface de la Terre cultivée ; cette surface que Dieu a créée et préparée pour l'usage de tous ».

### La pastorale

#### L'apostolat des laïcs
Pie XII a encouragé l'apostolat des laïcs dans le monde. Comme Pie XI, son prédécesseur, il a soutenu les mouvements de l'Action catholique, alors à son apogée, mais a également encouragé d'autres formes d'apostolat des laïcs comme les instituts de laïcs consacrés, ou instituts séculiers (cf. constitution apostolique Provida mater ecclesia, 1947). Il a aussi stimulé la vocation missionnaire des laïcs, en leur proposant de consacrer plusieurs années de leur vie au service des nouvelles Églises locales dans le monde (encyclique Fidei donum, 1957). Il a ouvert le premier grand congrès mondial de l'apostolat des laïcs, en 1951 qui est suivi d'une seconde édition en 1957.

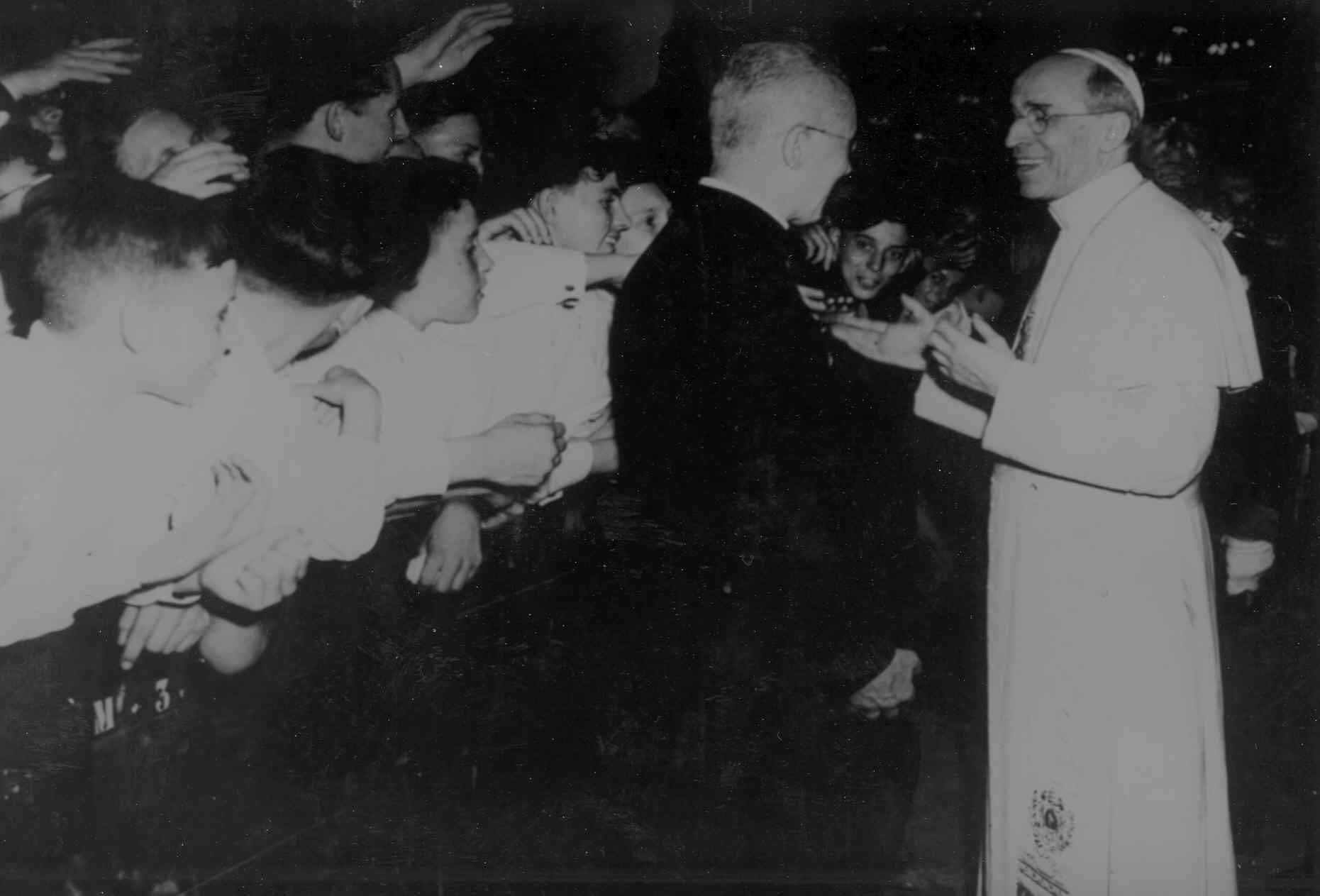
Pie XII accueille des pèlerins.

S'il a souligné la vocation des laïcs à « collaborer à l'édification et au perfectionnement du corps mystique du Christ » et les a encouragés à être actifs dans l'organisation de la société, il a rappelé avec netteté que leur place subordonnée dans la hiérarchie. Cette réflexion sur la place des laïcs dans l'Église s'inscrit sur fond d'un débat avec des penseurs catholiques, comme Jacques Maritain, qui sont rappelés par le pape à l'obéissance. Cette question préfigure les thèmes qui sont discutés lors du concile Vatican II durant lequel on assiste à une sensible réhabilitation des théologiens écartés par Pie XII (Henri de Lubac par exemple).

#### Internationalisation du haut clergé
Pie XII a particulièrement veillé à aider les églises locales fondées récemment, en Chine et en Afrique notamment. Il a levé des difficultés (en Chine, la querelle des rites est réglée dès décembre 1939), et il a suscité et accompagné la formation d'un clergé autochtone, favorisant l'ordination d'évêques issus de ce clergé local. Il est ainsi le premier pape des temps modernes à avoir ordonné des évêques d'origines africaines (ainsi Joseph Nakabaale Kiwanuka), en 1939, et il établit la hiérarchie ecclésiastique en Chine en 1946. Il s'oppose au racisme aux États-Unis, où il relève de ses fonctions un prêtre qui avait déclaré qu'« aucun Noir ne pourrait jamais atteindre la sainteté ».

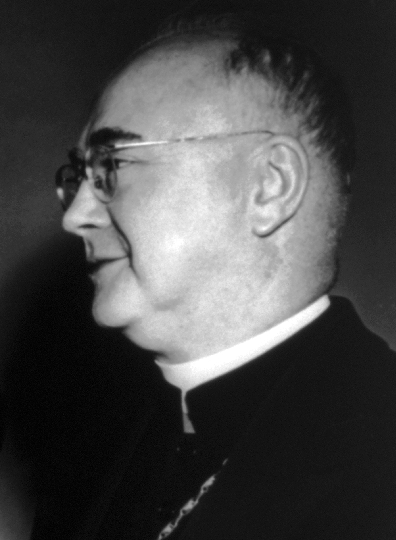
Francis Spellman, cardinal des États-Unis.

L'encyclique aux missions de 1951, Evangelii præcones (en), poursuit une évolution favorable à l'indépendance des clergés dans les pays de mission : « L'Église doit être fermement et définitivement établie chez les nouveaux peuples et recevoir une hiérarchie propre choisie parmi les habitants du lieu ». Pie XII a soutenu ces églises locales en détachant auprès d'elles des prêtres occidentaux prêtés par leurs diocèses (encyclique Fidei Donum en 1957) et mis à la disposition des évêques africains,. Anticipant la décolonisation, il permit ainsi que l'assimilation entre l'Église romaine et le colonisateur ne soit pas systématique.
Pie XII a aussi contribué à l'internationalisation de la Curie romaine (en nommant notamment parmi ses conseillers des jésuites allemands et néerlandais, Robert Leiber, le futur cardinal Augustin Bea, et Sebastiaan Tromp (en)) et du Sacré-Collège, en créant, durant son pontificat, une majorité de cardinaux non italiens.

#### Arrêt de l'expérience des prêtres ouvriers
Pie XII a mis un terme, en 1953-1954, à l'expérience des prêtres ouvriers. Cette décision a pu être motivée par la crainte du glissement de ces prêtres vers le marxisme. Le pape a sans doute estimé aussi que cette expérience mettait en cause la conception traditionnelle du sacerdoce. La mission des prêtres-ouvriers pouvait occulter « la mise à part » des prêtres en vue du service de l'Église et des fidèles. On risquait aussi de confondre les missions respectives des fidèles laïcs, plus présents dans la société au quotidien, et des prêtres qui doivent rester disponible pour leur ministère et l'annonce explicite de l'évangile. Cette décision du Saint-Siège n'a pas été reçue favorablement par une partie des fidèles, des prêtres et de l'épiscopat français. Ce dernier a alors créé les « missions ouvrières », pour coordonner l'apostolat des fidèles laïcs et du clergé en monde ouvrier.

#### Le pape et les médias modernes
Pie XII use, à la suite de son prédécesseur, de la radio. Durant la guerre, il adresse ainsi cinq messages radiophoniques :

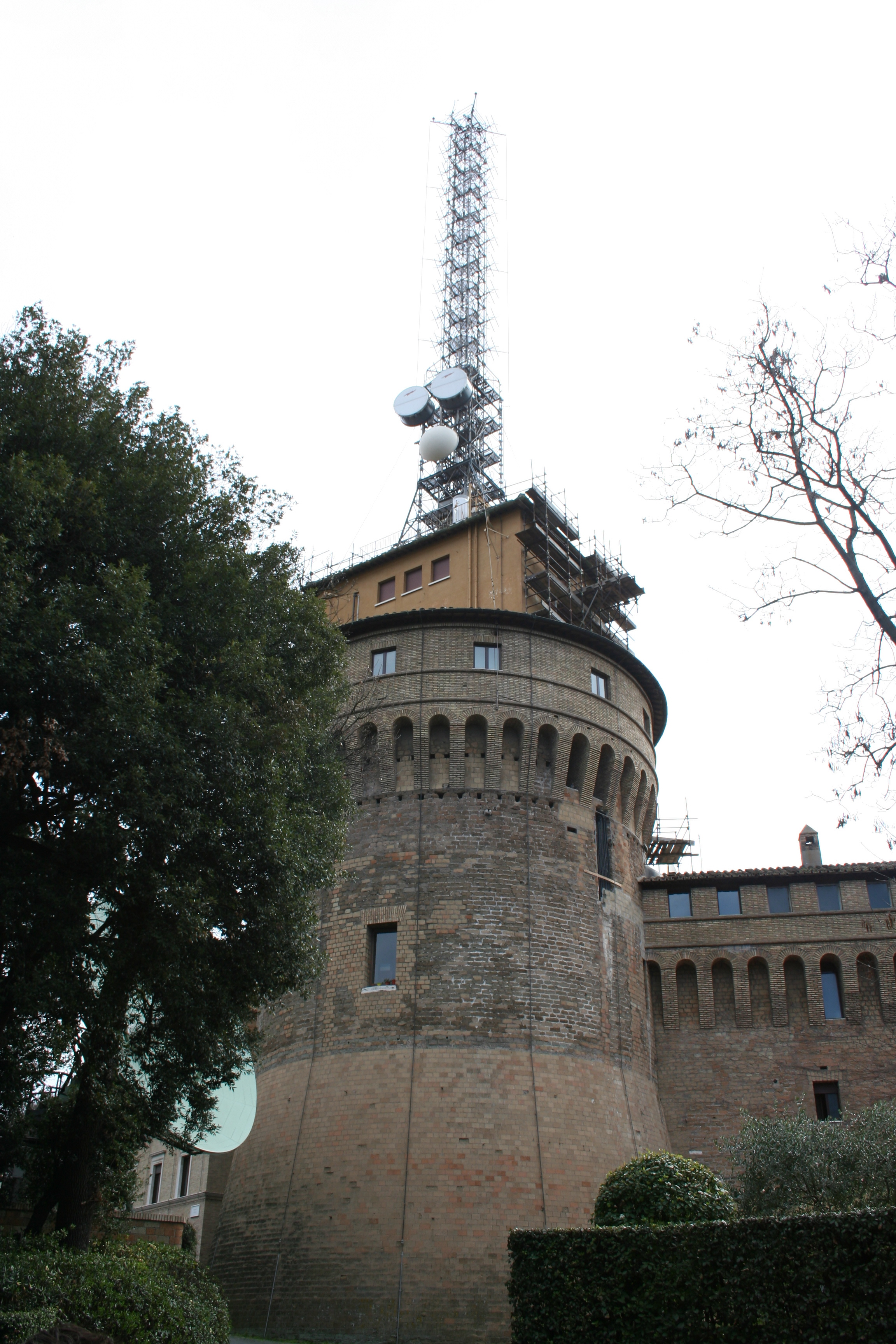
Radio Vatican.

- le 1er juin 1941, sur l'anniversaire de Rerum novarum ;
- à Noël 1941, sur l'ordre international ;
- à Noël 24 décembre 1942, sur l'ordre intérieur des nations : « … Ce vœu (de retour à la paix), l'humanité le doit à des centaines de milliers de personnes qui, sans aucune faute de leur part, pour le seul fait de leur nationalité ou de leur origine ethnique, ont été vouées à la mort ou à une progressive extinction »…
- le 1er septembre 1944, sur la civilisation chrétienne ;
- à Noël 1944, sur les problèmes de la démocratie.

Il est le premier pape à utiliser la télévision. Le 23 décembre 1950, il y annonce la découverte de la tombe de saint Pierre, retrouvée exactement à l'aplomb de la coupole de Michel-Ange (sous l'autel majeur) à la suite de fouilles archéologiques. Filmé de façon régulière, il approuve un film, Pastor Angelicus, ou des reportages photographiques qui le montrent dans les jardins hors de ses apparitions officielles, dont le port maîtrisé voire hiératique et la gestuelle ample, en particulier devant les foules, sont caractéristiques. Une photo de lui, prise sans autorisation alors qu'il est sur son lit de mort, est publiée par Paris Match.
À la fin de son pontificat, il précise la vision chrétienne de l'utilisation des médias modernes, qu'il encourage dans l'encyclique Miranda Prorsus sur le cinéma, la radio et la télévision. L'Église doit utiliser ces moyens pour diffuser la vérité et le bien, et doit veiller à s'opposer à la diffusion du mal (matérialisme…). De même que son prédécesseur, Pie XI, avait recommandé aux évêques la création d'offices catholiques permettant d'informer les fidèles de la qualité morale des films[ (comme, en France, la Centrale catholique du cinéma fondée en 1927), Pie XII recommande aux évêques la création d'offices analogues pour la coordination des activités des catholiques dans les domaines de la radio et de la télévision. Il demande aux autorités publiques et aux groupes professionnels de veiller au contenu moral des programmes diffusés afin de « sauvegarder la morale publique basée sur la loi naturelle », et d'éviter « l'abaissement du niveau culturel et moral des masses ». L'encyclique s'oppose à « la théorie de ceux qui, malgré les ruines morales et matérielles évidentes causées dans le passé par de semblables doctrines, défendent la « liberté d'expression » […] comme liberté de diffuser sans aucun contrôle tout ce que l'on veut, fût-ce immoral et dangereux pour les âmes ». Elle insiste, à propos de la télévision, sur la protection de la famille et de l'enfance.

#### Dialogue avec les scientifiques
En 1936, Pie XI avait fondé l'Académie pontificale des sciences pour promouvoir le progrès des sciences mathématiques, physiques et naturelles, et l'étude des problèmes qui leur sont liés. Cette académie permet au Saint-Siège, dans un dialogue avec des scientifiques reconnus, d'approfondir la connaissance des découvertes récentes dans différentes disciplines scientifiques, ainsi que leurs enjeux. Pie XII a poursuivi avec intérêt ce dialogue et est intervenu lors des sessions de l'Académie à de nombreuses occasions,.

### Canonisations
Il prononce 33 canonisations notamment celles de :

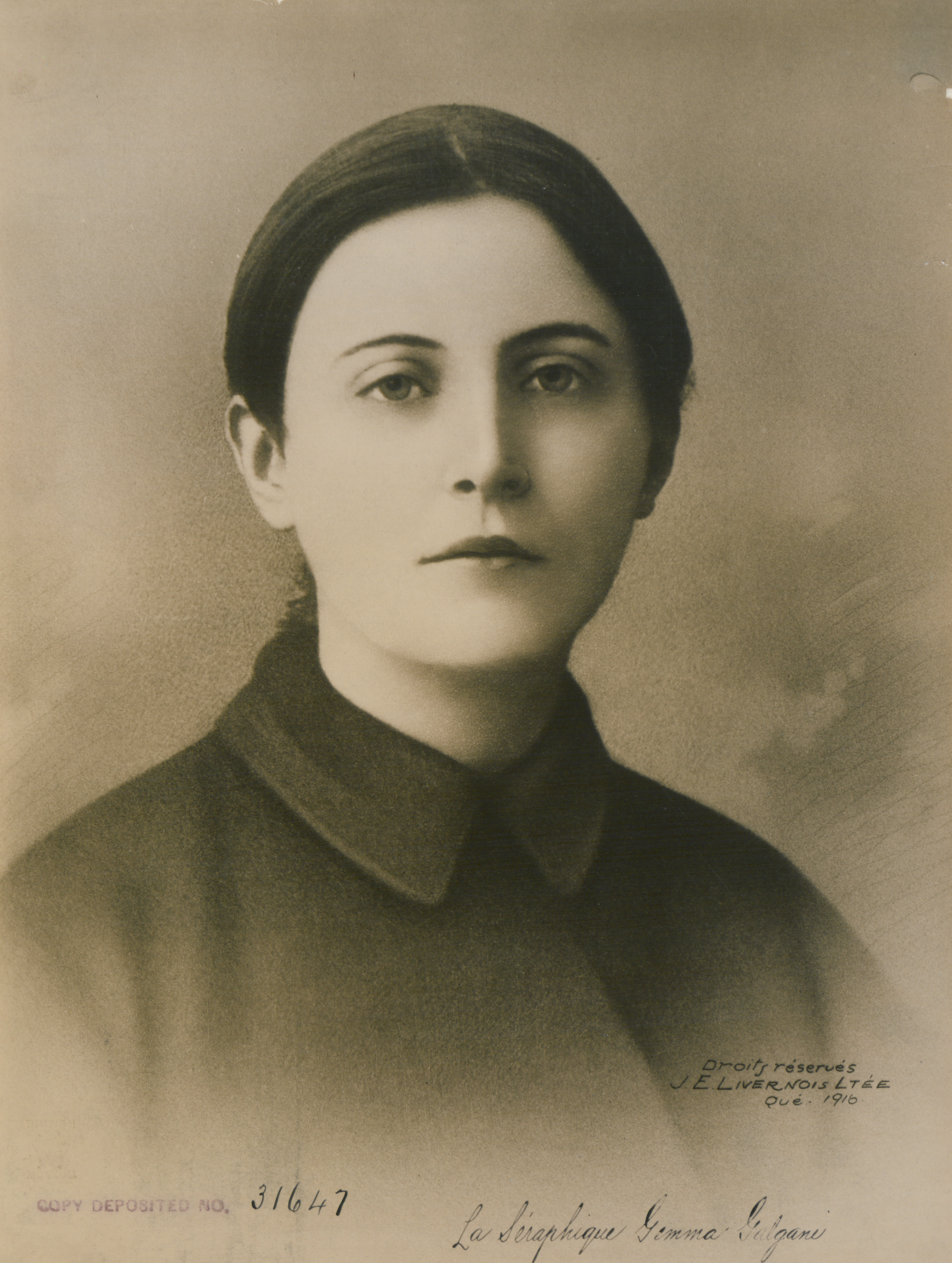
Gemma Galgani (1940).
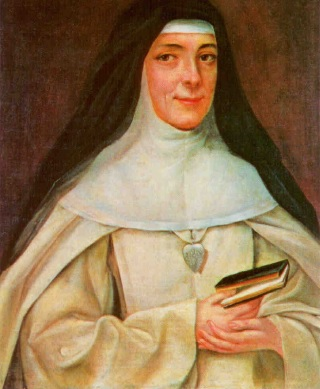
Marie Euphrasie Pelletier (1940).
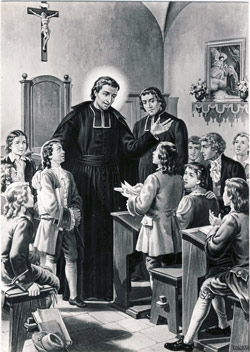
L.-M. Grignion de Montfort (1947).
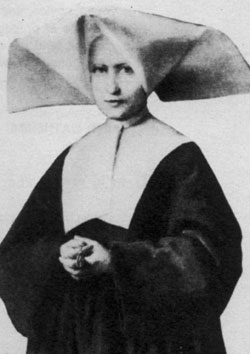
Catherine Labouré (1947).
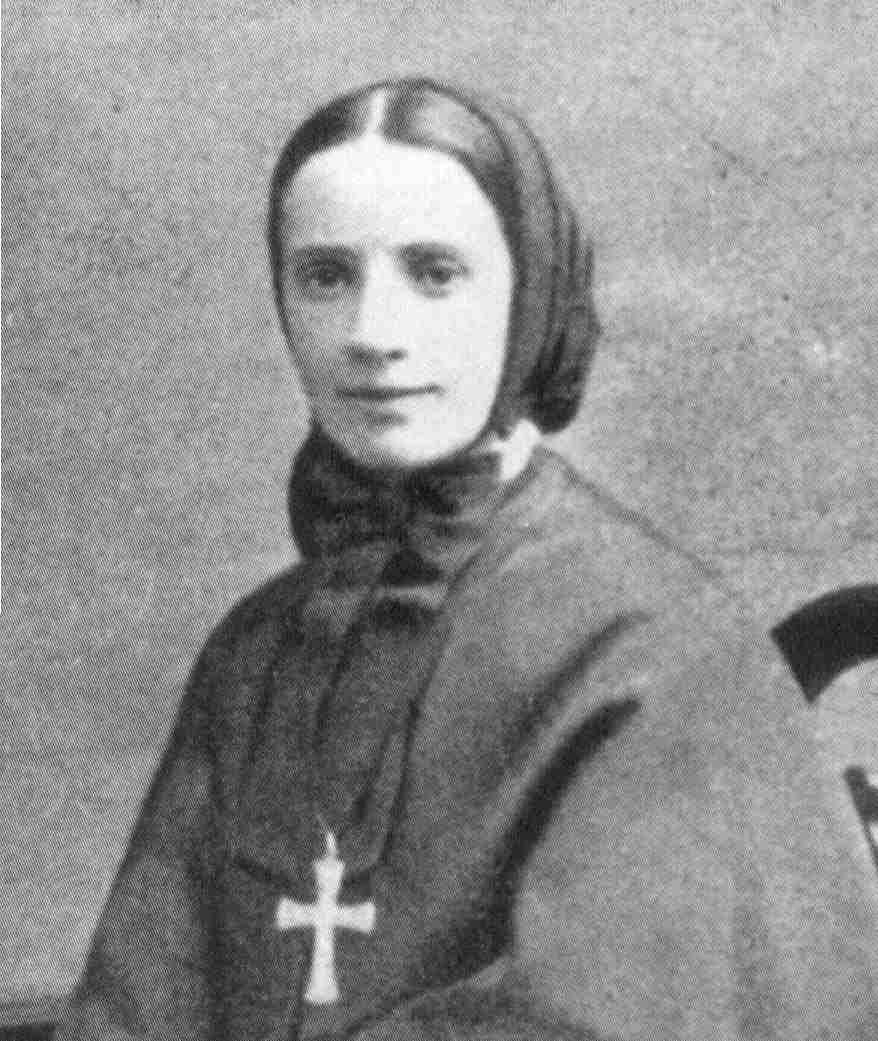
Françoise-Xavière Cabrini (1947).
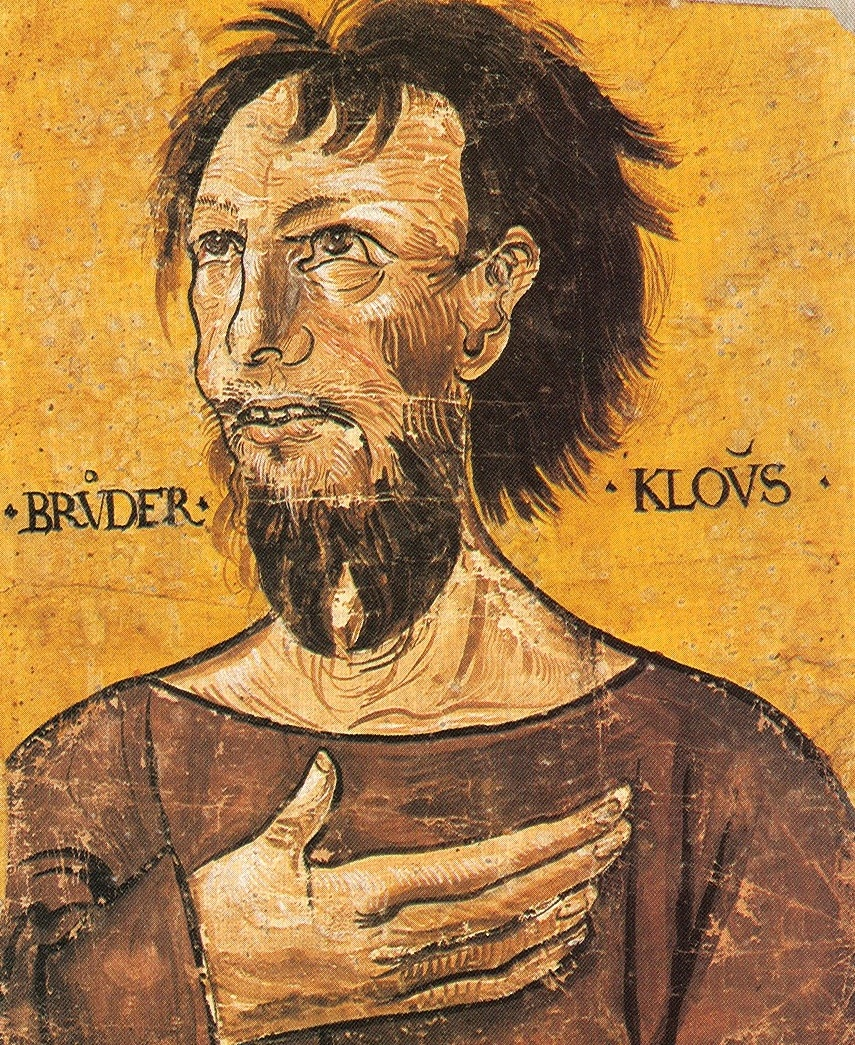
Nicolas de Flue (1947).
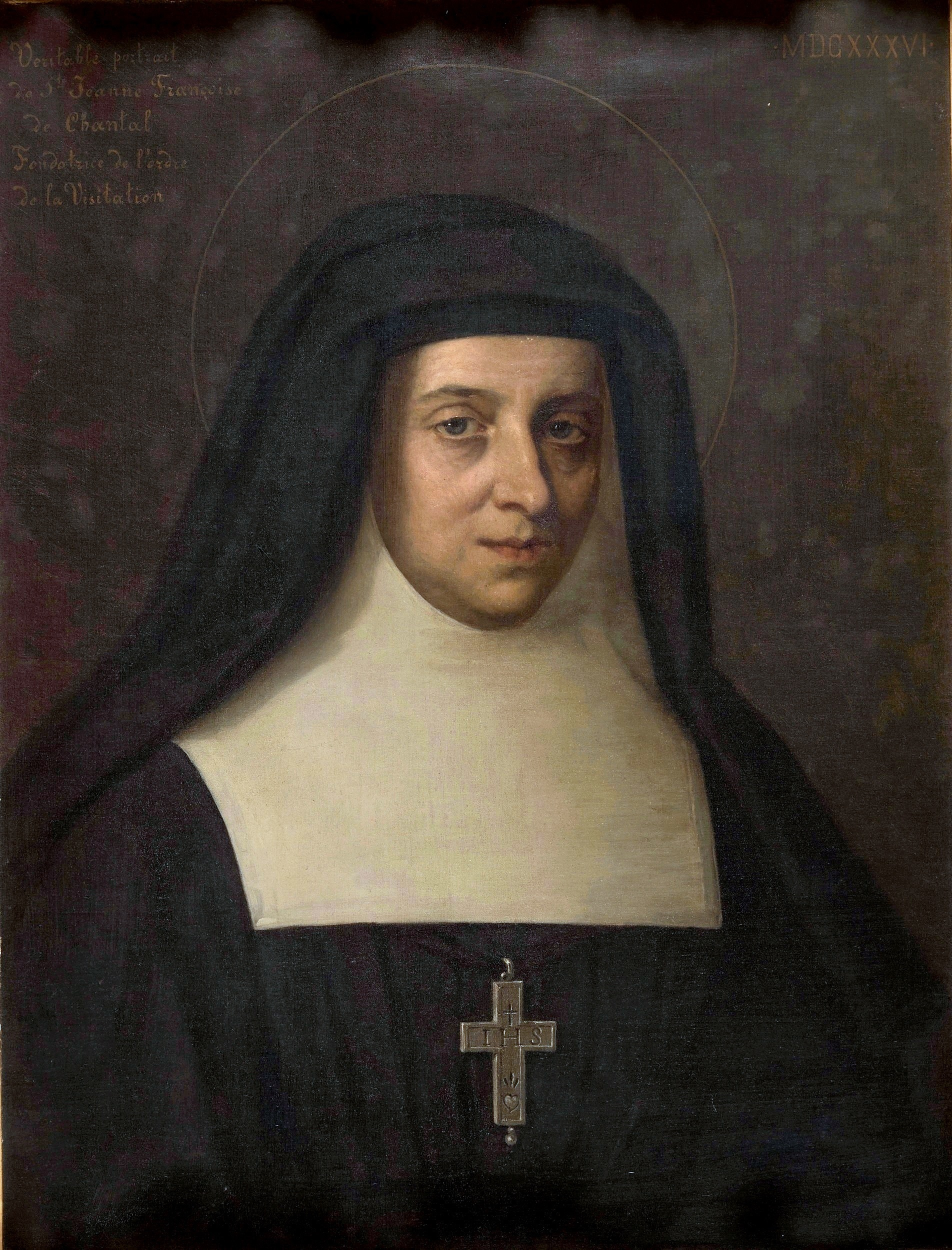
Jeanne de Lestonnac (1949).
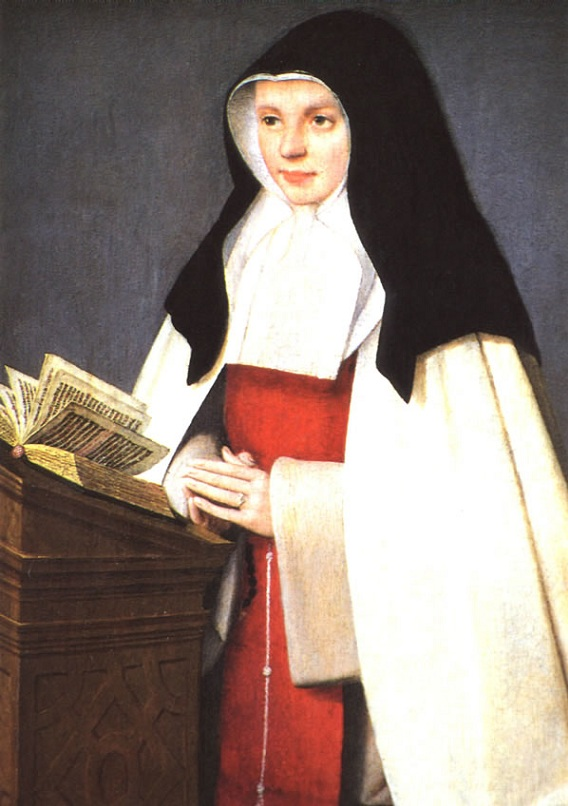
Jeanne de France (1950).
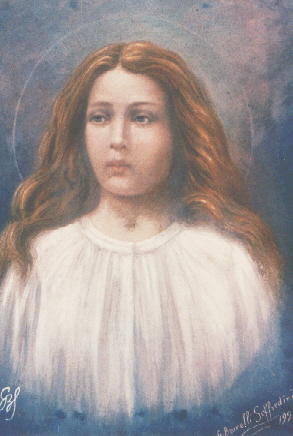
Maria Goretti (1950).
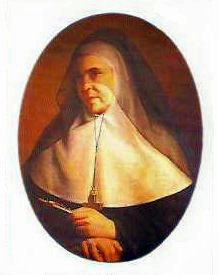
Émilie de Rodat (1950).
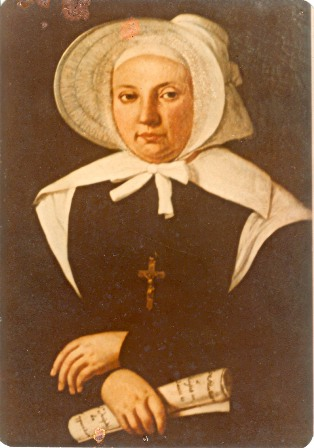
Émilie de Vialar (1951).
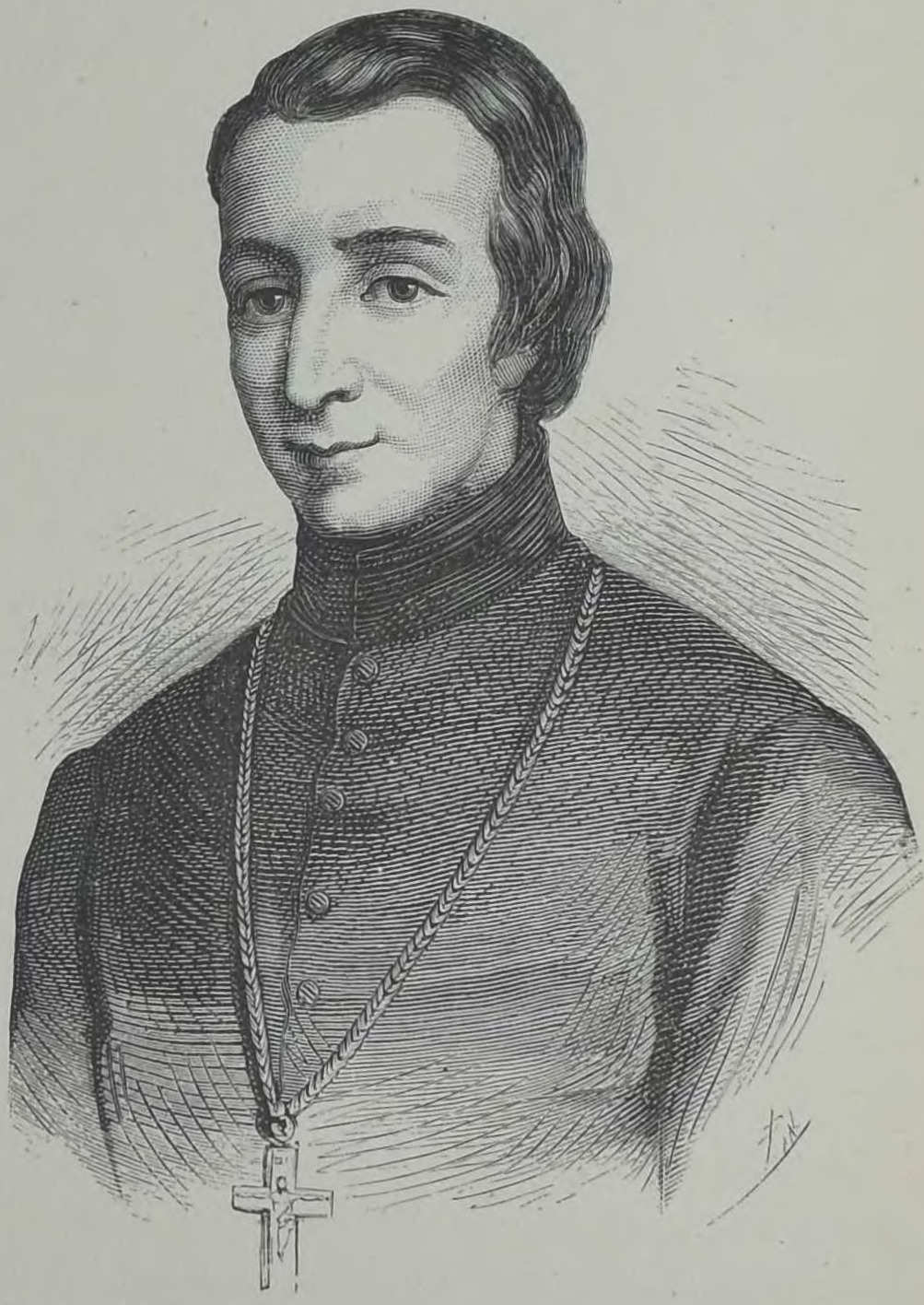
Pierre Chanel (1954).
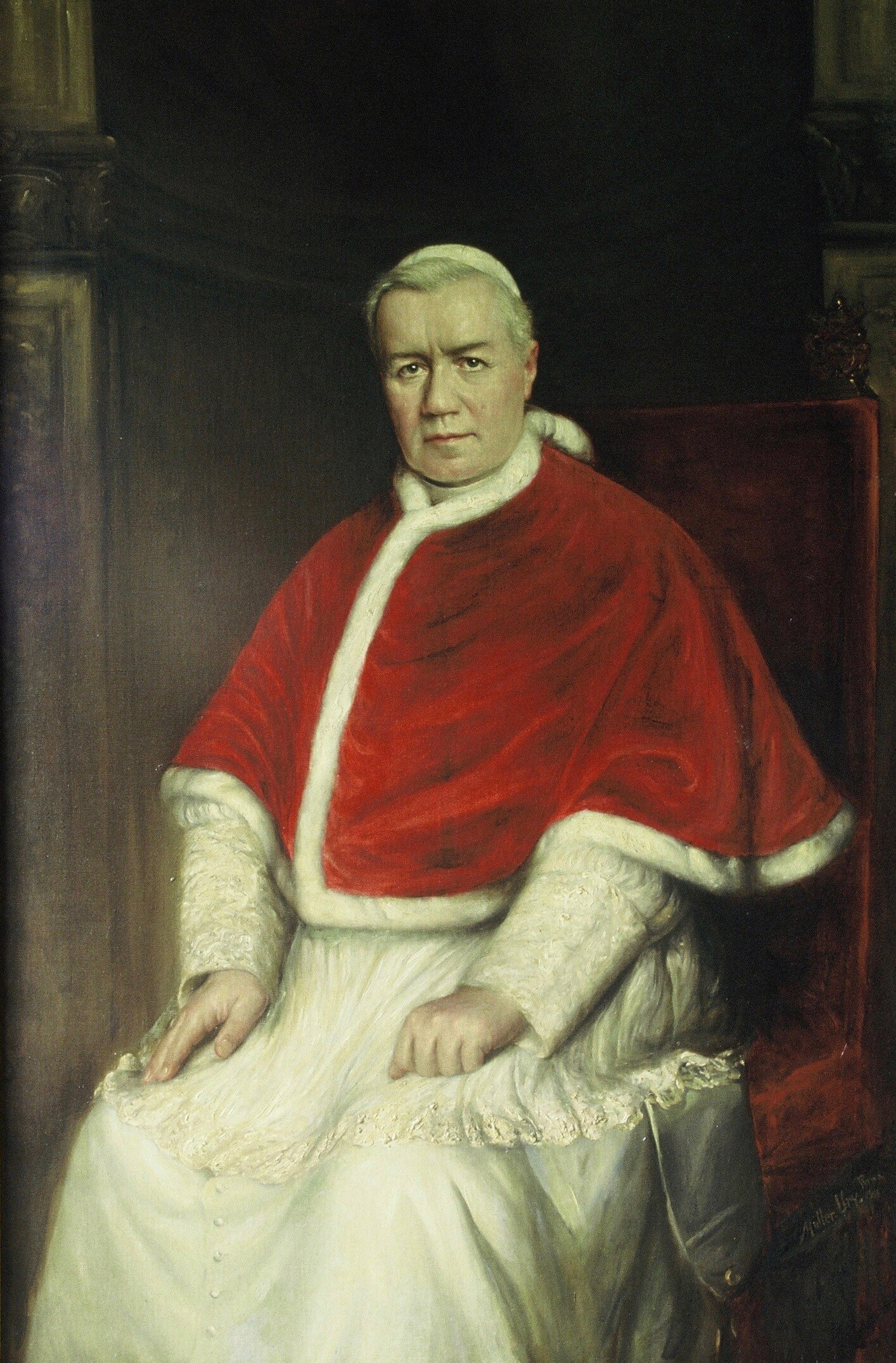
Pape Pie X (1954).
Dominique Savio (1954).

## Procès en béatification
Le procès en béatification du pape Pie XII est officiellement introduit dès le 18 novembre 1965, sous le pontificat de Paul VI, en même temps que celle de Jean XXIII (décédé deux ans plus tôt).
Le 8 mai 2007, les membres du tribunal de la congrégation pour la Cause des saints votent à l'unanimité le jugement positif et conclusif du procès en vue d'établir « les vertus héroïques » de Pie XII. Toutefois le pape Benoît XVI décide de reporter la signature de ce décret, préférant attendre encore,.
Deux ans plus tard, le 19 décembre 2009, le pape Benoît XVI signe le décret reconnaissant les vertus héroïques de Pie XII, condition canonique pour que l'Église le reconnaisse comme vénérable, selon le terme en usage. Cette étape doit précéder nécessairement le procès en béatification proprement dit. Celui-ci est conditionné par la reconnaissance d'un miracle postérieur à la mort du vénérable et attribué formellement à son intercession. De plus, le Vatican laisse entendre, en 2009, que Pie XII ne serait pas béatifié avant l'ouverture complète des archives de son pontificat, procédure soumise à des dates strictes et qui, une fois la chose possible, nécessitera encore des années de travail.

## Succession apostolique
Pie XII a ordonné les évêques suivants :
- Archevêque Johann Evangelist Müller (de) (1923)
- Évêque Michel-Joseph Bourguignon d'Herbigny, S.I. (1926)
- Cardinal Giuseppe Pizzardo (1930)
- Évêque Alois Scheiwiler (de) (1930)
- Archevêque Luigi Centoz (it) (1932)
- Cardinal Francis Joseph Spellman (1932)
- Évêque Alois Hudal (1933)
- Archevêque Albert Levame (1934)
- Archevêque Carlo Serena (de) (1935)
- Archevêque Antonino Arata (en) (1935)
- Archevêque Saverio Ritter (en) (1935)
- Archevêque Alcide Marina (en), C.M. (1936)
- Archevêque Maurilio Silvani (1936)
- Cardinal Eugène-Gabriel-Gervais-Laurent Tisserant (1937)
- Cardinal Efrem Forni (1938)
- Archevêque Aldo Laghi (de) (1938)
- Évêque Josephus Meile (de) (1938)
- Évêque Thomas Roch Agniswami, S.I. (1939)
- Évêque Louis La Ravoire Morrow (de), S.D.B. (1939)
- Évêque Ignace Ramarosandratana (1939)
- Archevêque Joseph Kiwánuka (en), M.Afr. (1939)
- Évêque James Colbert (de) (1939)
- Évêque Jean Larregain, M.E.P. (1939)
- Évêque Blasius Sigibald Kurz, O.F.M. (1939)
- Évêque Henri Martin Mekkelholt (id), S.C.I. (1939)
- Cardinal Thomas Tien Ken-sin, S.V.D. (1939)
- Évêque William Francis O'Shea (en), M.M. (1939)
- Évêque Urbain Étienne Morlion (de), M.Afr. (1939)
- Évêque Francesco Benedetto Cialeo (de), O.P. (1939)
- Cardinal Carlo Confalonieri (1941)